# Paul Ier (roi des Hellènes)
Vous lisez un « article de qualité » labellisé en 2013.  Il fait partie d'un « thème de qualité ».
Pour les articles homonymes, voir Paul Ier et Paul de Grèce.
Paul Ier de Grèce (en grec moderne : Παύλος Αʹ της Ελλάδας / Pavlos I tis Elládas), roi des Hellènes et prince de Danemark, est né à Tatoï le 14 décembre 1901 et mort à Athènes le 6 mars 1964. Troisième et dernier fils de Constantin Ier de Grèce, il règne de 1947 à 1964.
Le futur Paul Ier grandit à une époque où la Grèce connaît une forte période d'instabilité. Après avoir connu un premier exil avec ses parents en 1909-1911, le prince assiste au « Schisme national » durant la Première Guerre mondiale et au renversement subséquent de son père, le roi Constantin Ier, en 1917. De retour dans son pays après un second exil (1917-1920), il est le témoin d'une nouvelle crise causée par la défaite militaire de la Grèce face à la Turquie en 1922. Dès 1924, la république est proclamée à Athènes et Paul prend une nouvelle fois le chemin de l'étranger. Privé de sa nationalité grecque, il reçoit un passeport danois et vit successivement en Roumanie, au Royaume-Uni et en Italie.
Désormais sans fonction ni position, Paul traverse treize années de relative oisiveté durant lesquelles il s'initie au piano, effectue une longue croisière incognito en mer Égée, fréquente les clubs britanniques et travaille aussi comme simple apprenti-mécanicien dans l'industrie aéronautique. Sa situation évolue avec la restauration de son frère, le roi Georges II, sur le trône de Grèce fin 1935. Le souverain n'ayant pas d'enfant, Paul retrouve alors le rang de diadoque et se voit pressé de se marier afin de consolider la dynastie. Fiancé à la princesse Frederika de Hanovre en 1936, il l'épouse deux ans plus tard, ce qui n'est pas sans déclencher l'émotion des chancelleries occidentales, qui redoutent qu'avec ce mariage, le prince ne devienne une marionnette de l'Allemagne nazie.
Le déclenchement de la Seconde Guerre mondiale prouve toutefois que ces craintes sont sans fondement et que ni Paul ni Frederika ne sont prêts à faire alliance avec Hitler. Après avoir servi sur le front épirote en 1940-1941, le diadoque quitte la Grèce avec sa famille lors de l'invasion de son pays par les forces de l'Axe. Soutenant le gouvernement grec en exil (présidé par Georges II), Paul passe la guerre entre Londres et l'Égypte tandis que son épouse et ses enfants trouvent refuge en Afrique du Sud. À la fin de la guerre, la Grèce connaît des divisions politiques qui entraînent une terrible guerre civile, interdisant à la famille royale de rentrer dans son pays avant 1946.
L'année suivante, Georges II meurt et son frère monte sur le trône sous le nom de Paul Ier. Dès le début, le règne du souverain est marqué par la guerre froide et par l'opposition entre communistes et conservateurs. La guerre civile terminée en 1949, Paul travaille à reconstruire son pays et à renforcer les liens de la Grèce avec le bloc occidental (États-Unis, Royaume-Uni) et ses voisins directs (Turquie, Yougoslavie). Cette politique de rapprochement atteint cependant ses limites après l'éclatement de la crise chypriote. À partir de 1950, le pays connaît un boom économique et le tourisme se développe. Pourtant, les tensions politiques restent vives d'autant que Paul n'hésite pas à s'opposer au gouvernement élu et à se montrer parfois autoritaire.
Paul Ier meurt d'un cancer de l'estomac en 1964, non sans avoir eu auparavant la joie de voir son fils sacré champion olympique en voile (1960) et de marier sa fille aînée avec le futur Juan Carlos Ier d'Espagne (1962).

## Famille
Paul Ier est le troisième fils du roi Constantin Ier de Grèce (1868-1923) et de son épouse la princesse Sophie de Prusse et d'Allemagne (1870-1932), elle-même fille de l'empereur allemand Frédéric III (1831-1888) et de sa femme la princesse royale Victoria du Royaume-Uni (1840-1901).
Paul Ier a donc la particularité généalogique d'être à la fois l'arrière-petit-fils du roi Christian IX de Danemark (1818-1906), surnommé « le beau-père de l'Europe », et de la reine Victoria du Royaume-Uni (1819-1901), surnommée « la grand-mère de l'Europe ».

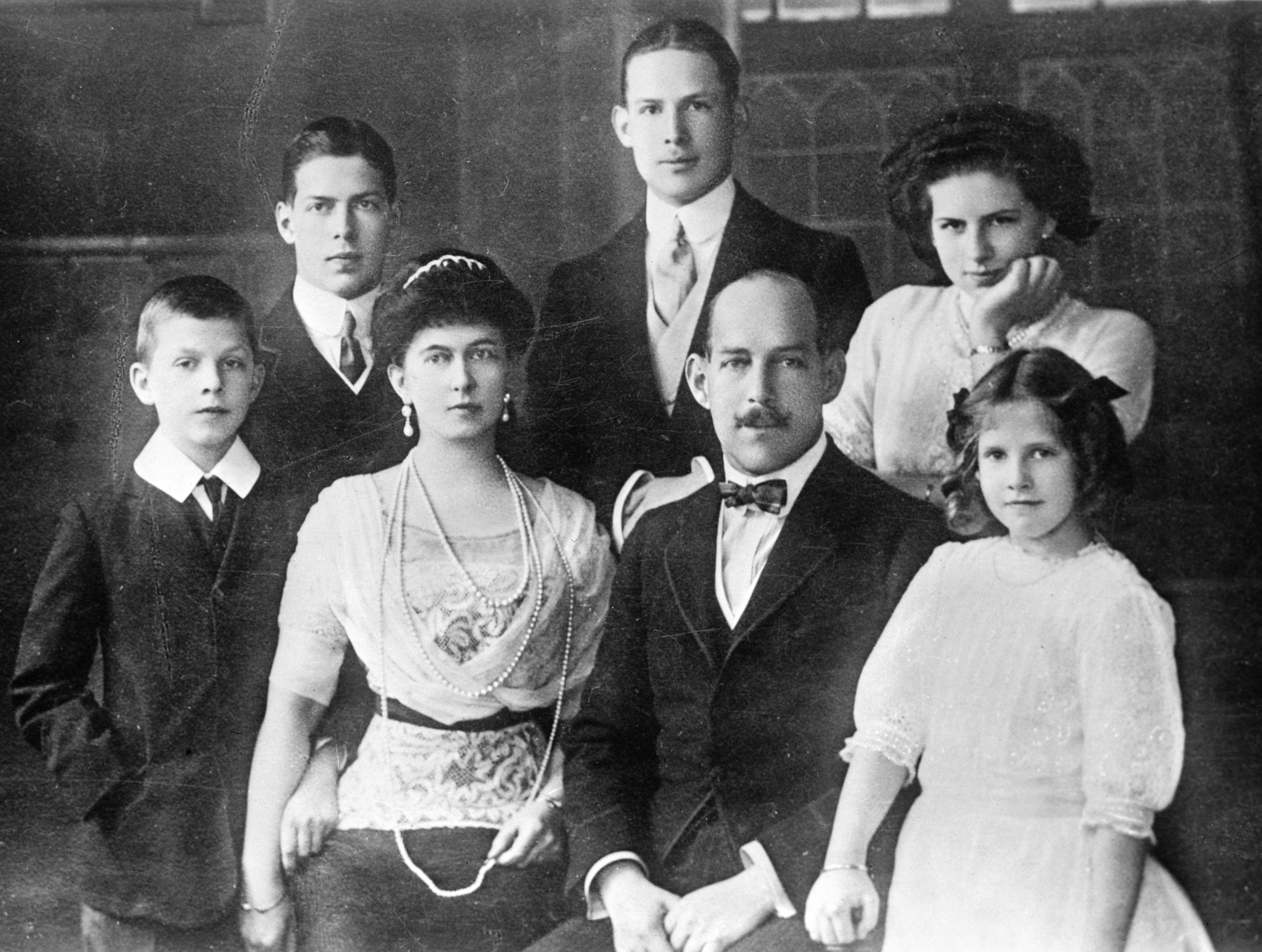
La famille royale hellène vers 1914. Au centre, on peut voir la reine Sophie et le roi Constantin Ier (roi des Hellènes) avec, autour d'eux, de gauche à droite, les futurs rois Paul Ier, Alexandre Ier (roi des Hellènes) et Georges II (roi des Hellènes) ainsi que les futures reines Hélène de Roumanie et Irène de Croatie.

Le 9 janvier 1938, Paul Ier épouse, à Athènes, la princesse Frederika de Hanovre (1917-1981), fille du duc souverain Ernest-Auguste de Brunswick (1887-1953) et de son épouse la princesse Victoria-Louise de Prusse et d'Allemagne (1892-1980). À travers sa mère, la princesse est donc la petite-fille du Kaiser Guillaume II d'Allemagne (1859-1941) tandis que, par son père, elle descend de la dynastie anglo-allemande des Hanovre.
Du mariage de Paul et de Frederika naissent trois enfants :
- Sophie de Grèce (1938), princesse de Grèce et de Danemark, qui épouse, en 1962, le futur roi Juan Carlos Ier d'Espagne (1938) ;
- Constantin II de Grèce (1940-2023), roi des Hellènes et prince de Danemark, qui s'unit, en 1964, à la princesse Anne-Marie de Danemark (1946) ;
- Irène de Grèce (1942), princesse de Grèce et de Danemark, qui est restée célibataire.

## Biographie

### Premières années

#### Petite enfance

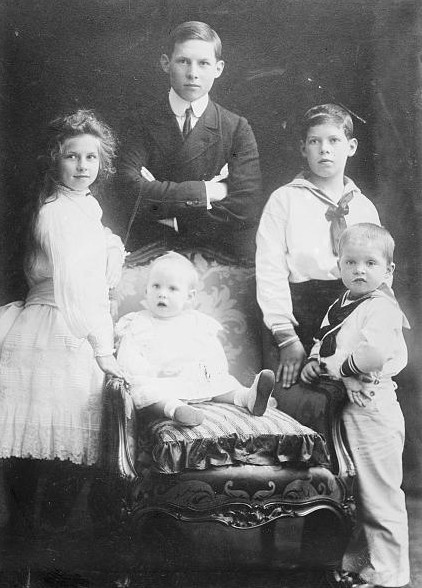
Les enfants du roi Constantin Ier en 1905. De gauche à droite, on peut voir la princesse Hélène, la princesse Irène (bébé), le prince Georges, le prince Alexandre et le prince Paul. Seule manque ici la princesse Catherine.

Le futur Paul Ier naît au palais de Tatoï, non loin d'Athènes, le 14 décembre 1901. Comme tous les enfants du diadoque Constantin et de la princesse Sophie, l'enfant grandit dans la capitale grecque, entre la villa de ses parents (sur l'avenue Kifissías), le palais du diadoque (actuel palais présidentiel), et Tatoï, résidence secondaire de ses grands-parents paternels.
Quatrième d'une fratrie de six enfants, Paul est particulièrement choyé par ses parents et par ses aînés, dont il est un peu le préféré. Cela ne l'empêche cependant pas de faire parfois les frais des bêtises de ses frères et sœurs. À trois ans, il manque ainsi d'être tué par le prince Alexandre qui le projette violemment d'une carriole pour enfants en lançant celle-ci à toute vitesse dans les jardins du palais royal.
Membre d'une famille cosmopolite, qui plonge ses racines en Allemagne, au Danemark et en Russie (voir la généalogie), Paul a pour langue maternelle l'anglais et il n'apprend le grec moderne qu'en seconde langue. Sa mère, la princesse Sophie, est en effet une anglophile convaincue, qui a hérité de sa propre mère, l'impératrice Victoria, un grand amour de la culture britannique.

#### Éducation
Troisième fils du diadoque Constantin, le prince Paul n'est pas destiné à monter un jour sur le trône hellénique et il reçoit donc une formation un peu plus sommaire que celle destinée à ses deux aînés. Son éducation est supervisée par des précepteurs étrangers (notamment le Dr Hoenig, chapelain poméranien de sa mère) et par des professeurs d'université grecs choisis par son grand-père, le roi Georges Ier. À la demande de Sophie, la formation de Paul est par ailleurs complétée, entre 1911 et 1914, par des cours d'été à la Saint Peter's Preparatory School for Young Gentlemen d'Eastbourne, un internat à la mode qui attire alors les enfants de la bonne société britannique. Élève moyen dans les matières académiques, le prince s'y illustre surtout par son aptitude dans les disciplines manuelles, comme le travail du bois,.
Le diadoque destinant son troisième fils à la marine, des pourparlers sont engagés avec le gouvernement britannique pour permettre à Paul d'intégrer la Royal Navy en tant que cadet à l'Académie de Dartmouth ou à celle d'Osborne. Mais, malgré l'enthousiasme du jeune garçon, qui s'intéresse très tôt à la mer, le projet ne peut être concrétisé du fait de l'éclatement de la Première Guerre mondiale,,.

#### Du«coup de Goudi»aux guerres balkaniques

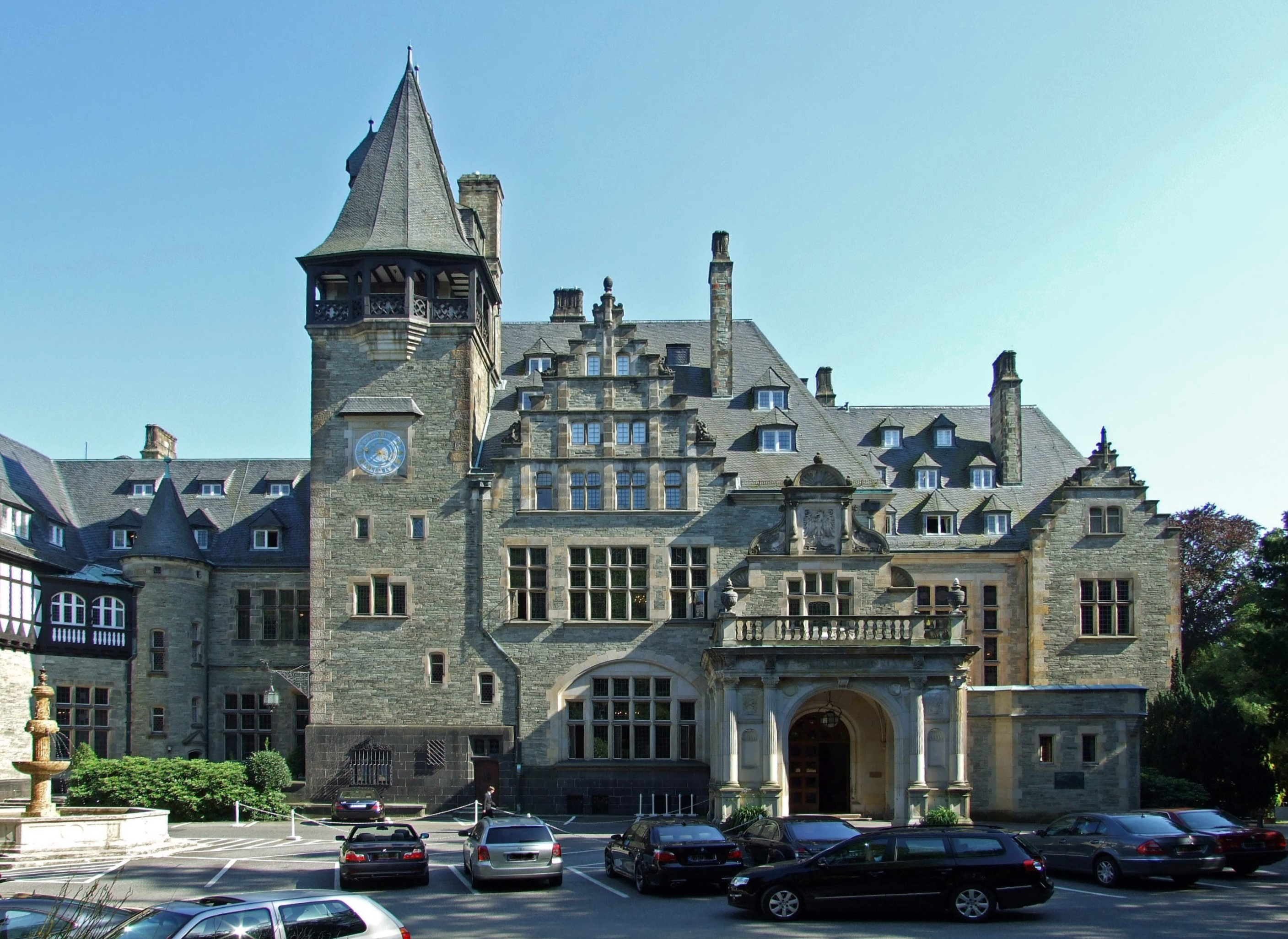
Friedrichshof, résidence de la princesse Marguerite de Prusse et refuge des princes de Grèce en exil.

En 1909, Paul a sept ans quand un groupe d'officiers grecs, réunis dans la « Ligue militaire », organise un coup d'État contre le gouvernement de son grand-père, le roi Georges Ier : c'est le « coup de Goudi ». Bien que se déclarant monarchistes, les membres de la Ligue, dirigée par Nikólaos Zorbás, demandent au souverain de démettre ses fils de l'armée. Officiellement, il s'agit de protéger la famille royale des jalousies que pourraient faire naître ses amitiés avec certains militaires. Officieusement, la réalité est tout autre : les insurgés rendent en effet le diadoque responsable de la cuisante défaite subie par la Grèce face à l'Empire ottoman en 1897 et considèrent que la famille royale monopolise indûment les plus hauts postes de l'armée.
Dans ce contexte mouvementé, les fils du monarque sont contraints de démissionner de leurs charges militaires afin de lui épargner la honte de devoir les renvoyer. Cibles des critiques les plus acerbes, Constantin et son épouse doivent par ailleurs quitter précipitamment la Grèce avec leurs enfants et la famille trouve alors refuge auprès des Hohenzollern, en Allemagne. Le petit Paul passe ainsi plusieurs mois dans le château de sa tante Marguerite de Prusse, à Kronberg.
L'exil de la famille princière ne prend fin qu'en 1911, lorsque le nouveau Premier ministre grec Elefthérios Venizélos rend aux Glücksbourg leurs grades dans l'armée. Peu de temps après, en 1912-1913, éclatent les guerres balkaniques, à l'issue desquelles le royaume de Grèce parvient à doubler la superficie de son territoire. Durant ces conflits, et malgré son jeune âge (il a alors onze ans), Paul sert pour la première fois dans la marine hellénique en tant que cadet.

#### Le Schisme national et le renversement de Constantin Ier

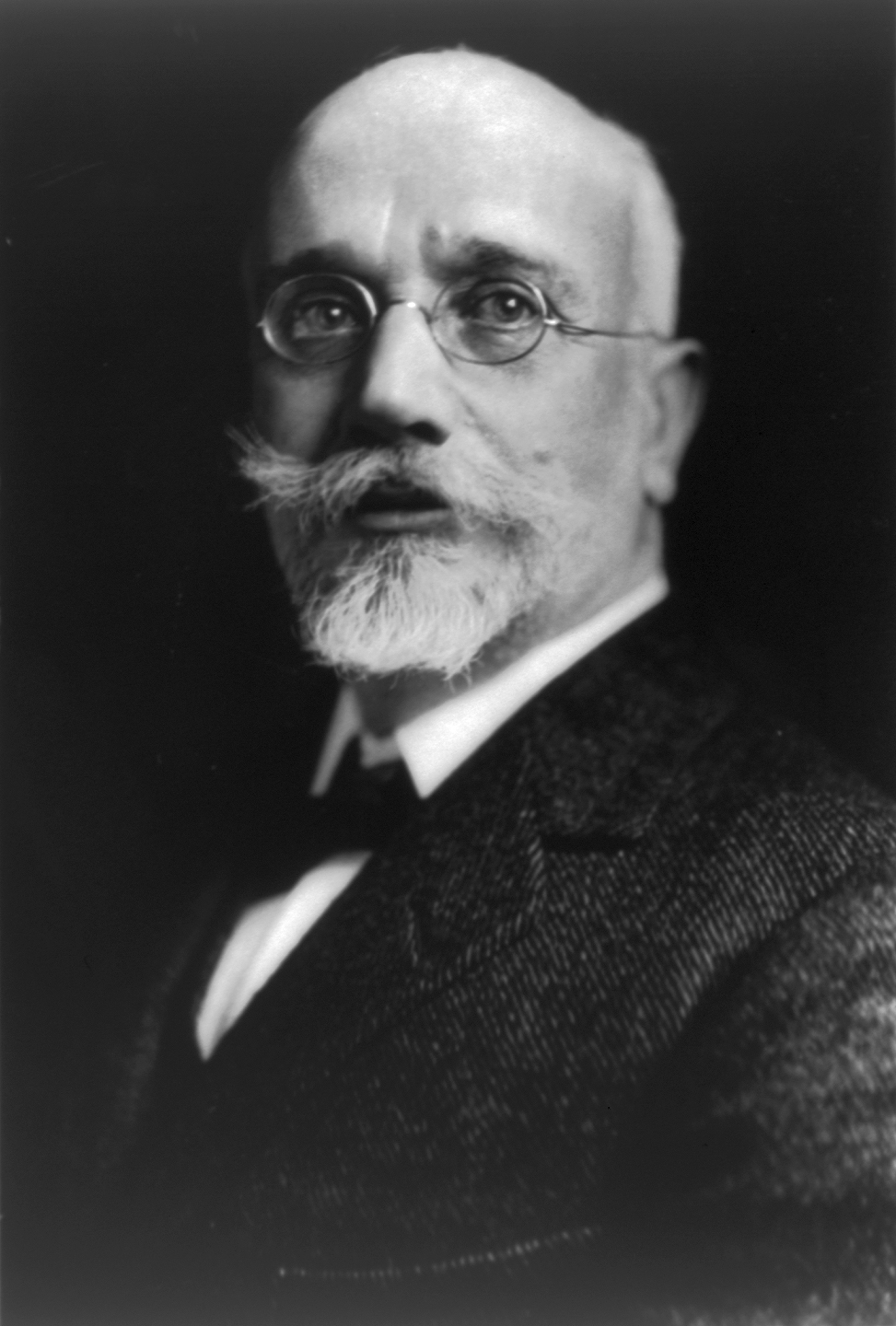
Elefthérios Venizélos, chef de l'opposition à la famille royale (1919).

### La Première Guerre mondiale et ses conséquences

#### Le«Schisme national»et le renversement deConstantinIer
Devenu roi après l'assassinat de Georges Ier en 1913, le père de Paul cherche à maintenir la Grèce dans une position de neutralité durant la Première Guerre mondiale. Le nouveau monarque considère en effet que son pays n'est pas prêt à participer à un nouveau conflit un an tout juste après la fin de la deuxième guerre balkanique. Mais, formé en Allemagne et lié au Kaiser Guillaume II dont il est le beau-frère, Constantin Ier est rapidement accusé de soutenir les puissances centrales et de souhaiter la défaite des Alliés. Bientôt, le souverain rompt avec son Premier ministre, Elefthérios Venizélos, qui est quant à lui convaincu de la nécessité de soutenir les pays de la Triple-Entente pour rattacher les minorités grecques de l'Empire ottoman et des Balkans au royaume hellène. Protégé par les pays de l'Entente, et par la République française en particulier, l'homme politique crétois forme, en octobre 1916, un gouvernement parallèle à celui du monarque à Thessalonique. Le centre de la Grèce est alors occupé par les forces alliées et le pays est en passe de sombrer dans la guerre civile : c'est le « Schisme national ». En dépit de ces difficultés, aggravées par les ennuis de santé du souverain, Constantin Ier refuse de modifier sa politique et doit faire face à l'opposition toujours plus nette de l'Entente et des vénizélistes,.
Finalement, le 10 juin 1917, Charles Jonnart, le Haut-Commissaire de l'Entente en Grèce, ordonne au roi de quitter le pouvoir. Sous la menace d'un débarquement allié au Pirée, le souverain accepte de partir en exil, sans toutefois abdiquer officiellement. L'Entente ne souhaitant pas instaurer la république en Grèce, l'un des membres de sa famille doit lui succéder. Or, le diadoque Georges est jugé tout aussi germanophile que son père parce qu'il a lui aussi été formé en Allemagne. Il est par ailleurs considéré comme peu malléable, alors que c'est un souverain fantoche que les ennemis de Constantin veulent mettre sur le trône,,. Après quelques hésitations, c'est finalement l'autre frère de Paul, le prince Alexandre, que Venizélos et l'Entente choisissent comme nouveau roi des Hellènes.
À peine Alexandre Ier monté sur le trône, le 10 juin 1917, la famille royale quitte le palais d'Athènes. Dès le lendemain, les Glücksbourg gagnent le petit port d'Oropos et prennent le chemin de l'exil. C'est la dernière fois que Paul et sa famille sont en contact avec Alexandre Ier, désormais otage des vénizélistes.

#### Un deuxième exil entre la Suisse et l'Allemagne
Après avoir traversé la mer Ionienne et l'Italie, le prince Paul et sa famille s'installent en Suisse alémanique, d'abord à Saint-Moritz, puis à Zurich,. Dans son exil, la famille royale est bientôt suivie par la quasi-totalité de sa parentèle grecque, qui quitte Athènes avec le retour de Venizélos à la tête du cabinet et l'entrée en guerre du royaume hellène aux côtés de l'Entente. Or, la situation financière des Glücksbourg n'est pas des plus brillantes et Constantin Ier, déjà hanté par un profond sentiment d'échec, ne tarde pas à tomber malade. En 1918, il contracte ainsi la grippe espagnole, qui manque de l'emporter.
Malgré ces difficultés, les anciens souverains grecs continuent à se préoccuper de l'éducation de leur plus jeune fils. Après avoir essuyé un nouveau refus du gouvernement britannique d'intégrer Paul dans la Royal Navy, Constantin et Sophie acceptent la proposition du Kaiser Guillaume II de le faire entrer dans la Kaiserliche Marine. Quelques semaines après son arrivée en Suisse, le prince part donc pour l'Allemagne, où il doit devenir cadet,.

L'expansion territoriale de la Grèce entre 1832 et 1947. Les territoires annexés après la Première Guerre mondiale apparaissent en orange et en jaune. Ceux en jaune sont toutefois reperdus après la guerre gréco-turque.

Après plusieurs semaines de remise à niveau dans une école préparatoire allemande, Paul intègre donc l'Académie de Kiel, où sa formation doit être supervisée par son oncle, le prince Henri de Prusse. Cependant, les mutineries qui éclatent dans la Kaiserliche Marine en novembre 1918 amènent la fermeture de l'école navale, désertée par professeurs et élèves. Tandis que la révolution se propage et que les trônes germaniques sont renversés les uns après les autres, Paul doit se résoudre à reprendre le chemin de la Suisse. Or, le prince vient de contracter la grippe espagnole, et c'est avec beaucoup de difficultés qu'il parvient à retrouver sa famille, après plusieurs jours de périples à travers l'Allemagne,.

#### Successeur potentiel d'AlexandreIer
Avec la fin de la Première Guerre mondiale et la signature des traités de Neuilly et de Sèvres, le royaume hellène réalise d'importantes acquisitions territoriales en Thrace et en Anatolie. Pourtant, la Grèce est loin d'avoir retrouvé sa stabilité après le départ de Constantin Ier et les tensions entre Venizélos et la famille royale se poursuivent. La mort inattendue du jeune Alexandre Ier, victime d'une septicémie à la suite d'une morsure de singe, provoque en effet une grave crise institutionnelle en Grèce.
Le Parlement grec refusant de proclamer la déchéance des Glücksbourg tout en confirmant l'exclusion de Constantin Ier et de son fils aîné de l'ordre successoral, Venizélos est contraint de trouver un autre candidat pour succéder à Alexandre. Après quelques hésitations, le Premier ministre envoie donc, le 29 octobre 1920, l'ambassadeur de Grèce en Suisse à l'Hôtel national de Lucerne, afin d'y rencontrer le prince Paul. Une fois seul avec le jeune homme, le diplomate lui fait savoir qu'il est désormais le nouveau roi des Hellènes et que son peuple l'attend à Athènes. Quelque peu déconcerté par la nouvelle, le prince demande au diplomate une journée de réflexion avant de répondre à l'annonce du gouvernement grec,.
Dès le lendemain, toutefois, Paul transmet à l'ambassadeur une longue lettre par laquelle il fait connaître son refus de passer outre aux lois de succession à la couronne. Dans ce document, le jeune homme insiste sur le fait que ni son père ni le diadoque Georges n'ont abdiqué leurs droits et que, dans ses conditions, il ne peut ceindre une couronne qui ne lui revient pas légitimement. Le trône grec restant résolument vacant et la guerre déclenchée contre la Turquie en 1919 s'éternisant, les élections législatives se transforment en conflit ouvert entre les partisans de Venizélos et ceux de l'ex-roi Constantin. Le 14 novembre 1920, les monarchistes l'emportent et Dimítrios Rállis devient Premier ministre. Vaincu, l'homme politique crétois choisit de partir en exil. Avant son départ, il demande cependant à la reine douairière Olga d'accepter la régence jusqu'au retour de son fils sur le trône.

### De la Restauration à la République

#### Un retour assombri par la guerre contre la Turquie

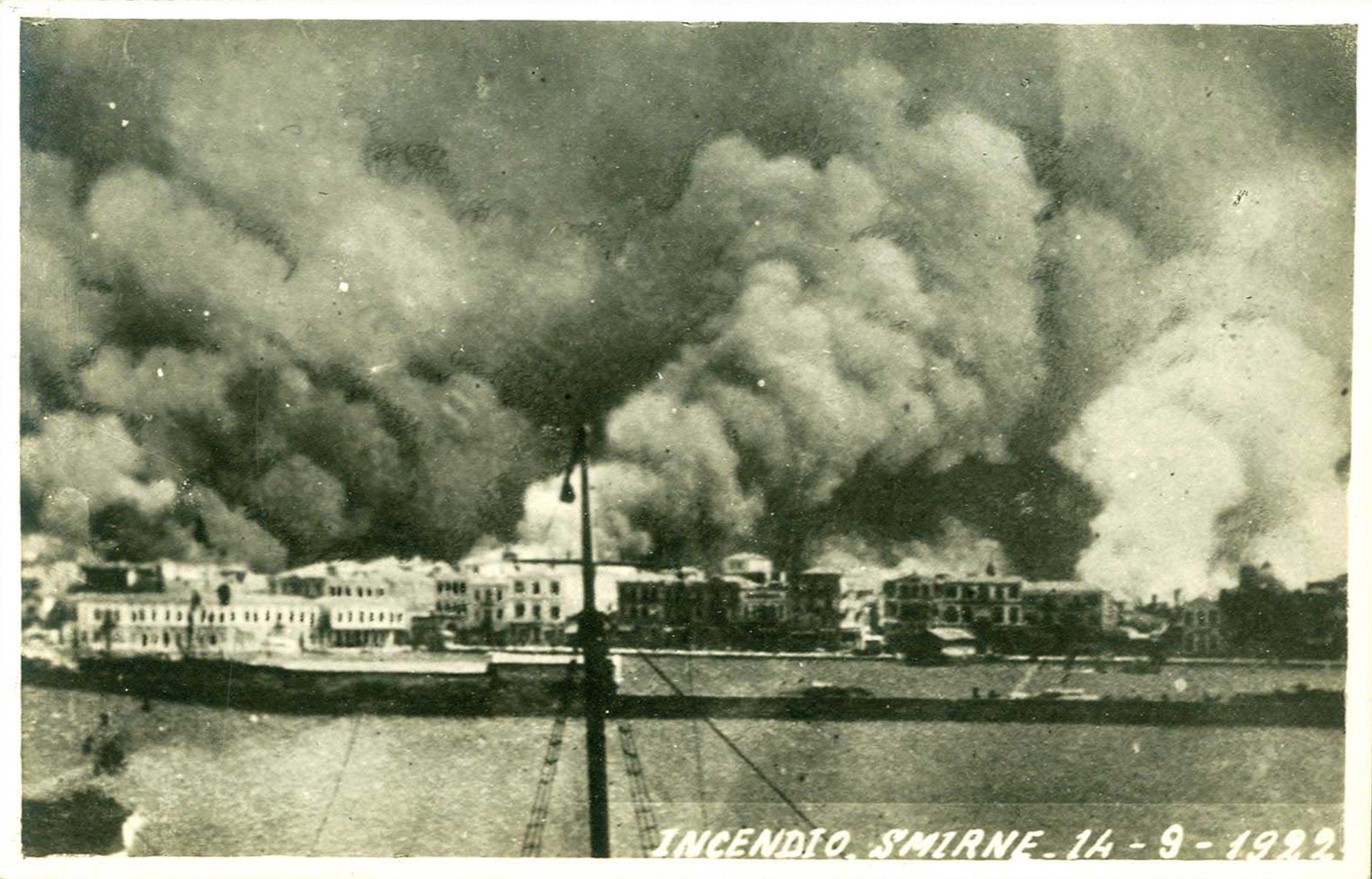
Photo de l'incendie de Smyrne, le 14 septembre 1922.

Le retour de la famille royale en Grèce, le 19 décembre 1920, est accueilli par d'importantes manifestations de liesse populaire. Pourtant, la restauration de Constantin Ier ne ramène pas la paix escomptée par la population. Bien plus encore, elle empêche le pays de recevoir l'appui des grandes puissances dans la guerre qui l'oppose à la Turquie de Mustafa Kemal depuis 1919. De fait, les anciens Alliés n'ont pas pardonné à Constantin son attitude durant la Première Guerre mondiale et ils ne sont pas prêts à lui fournir leur soutien. Quant au souverain, il a beau se rendre en Anatolie, en 1921, pour y soutenir le moral des troupes hellènes, il n'est plus le commandant en chef dynamique qui a mené son pays à la victoire pendant les guerres balkaniques de 1912-1913. Gravement diminué par la pleurésie qui le ronge depuis la Grande Guerre, il doit retourner en Grèce continentale dès septembre 1921.
De son côté, Paul profite de son retour en Grèce pour reprendre sa formation dans la marine. Il intègre ainsi l'Académie navale hellénique et prend ses quartiers dans l'internat de l'école, située dans le port du Pirée. Après deux années de cours, complétées par des stages en mer l'été, le prince est promu au rang de sous-lieutenant en 1922. Il embarque alors à bord du croiseur Elli, sur lequel il sert plusieurs mois sous les ordres de l'amiral Periklís Ioannídis (époux de la princesse Marie de Grèce). Durant cette période, le prince n'a guère l'occasion de se frotter au feu ennemi mais son navire participe par contre à l'évacuation des réfugiés micrasiates qui affluent sur les rivages anatoliens après l'incendie de Smyrne et la défaite grecque face aux Turcs,.

#### Diadoque de Grèce

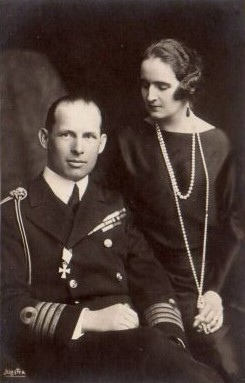
Le roi Georges II et son épouse Élisabeth de Roumanie (1921).

Dans ce contexte difficile, la propagande vénizéliste et républicaine trouve de nouveaux échos en Grèce. Le 11 septembre 1922, une partie de l'armée, conduite par les colonels Nikólaos Plastíras et Stylianós Gonatás, se soulève et demande l'abdication de Constantin Ier ainsi que la dissolution du Parlement grec,. Désireux d'éviter de nouveaux troubles meurtriers, le souverain finit par abdiquer le 27 septembre 1922 et part en exil avec son épouse et ses filles à Palerme, en Italie. Son fils aîné lui succède alors sous le nom de Georges II mais il hérite d'un pays en proie à d'énormes tensions politiques et soumis à un afflux massif de réfugiés, victimes de la « Grande Catastrophe » qui se déroule alors en Asie mineure,.
De son côté, Paul est promu au rang de diadoque de Grèce, en attendant l'hypothétique naissance d'un héritier au sein du nouveau couple royal. Le prince partage alors son temps entre ses fonctions de lieutenant dans la marine hellénique et de fréquents séjours à Athènes, où il seconde son frère et sa belle-sœur dans leur rôle de représentants de la monarchie. Après la mort, en exil, de l'ex-roi Constantin, le 11 janvier 1923, et le refus du gouvernement révolutionnaire de lui octroyer des funérailles officielles en Grèce, Paul est par ailleurs chargé par Georges II d'organiser les obsèques de leur père en Italie.
Dans ce contexte déjà explosif, et alors que la popularité de la monarchie ne cesse de décliner, le prince Paul est impliqué dans un accident de voiture qui cause la mort d'un homme, soulevant ainsi un nouveau scandale autour de la famille royale. Malgré l'état déplorable de ses propres finances, largement réduites par le conflit avec la Turquie et la révolution, Georges II est alors contraint de verser aux proches du défunt une importante somme d'argent en guise de dédommagement.

#### La chute de la monarchie et l'exil

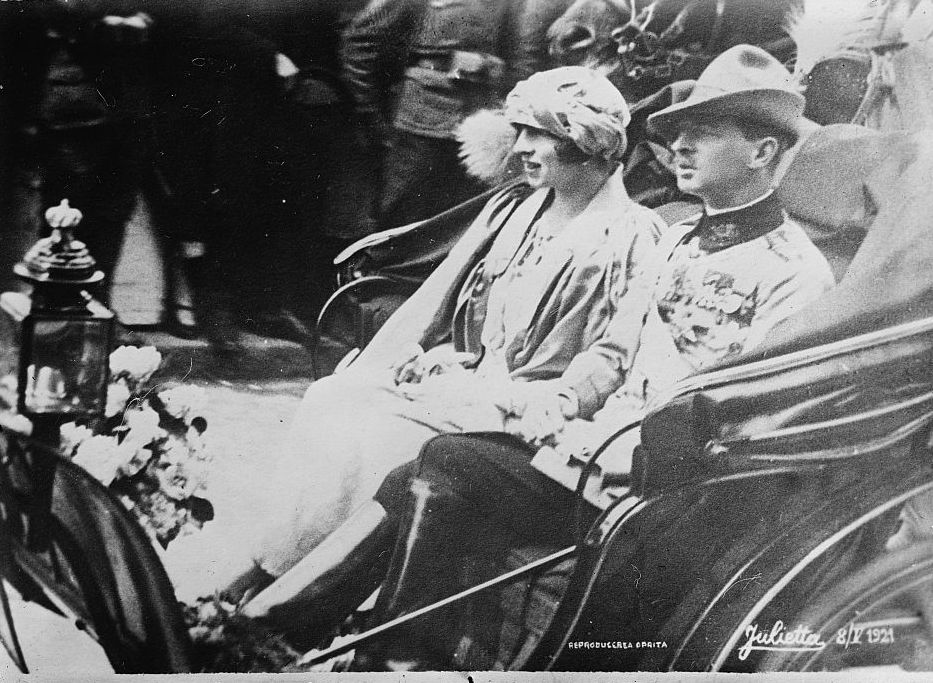
La princesse Hélène de Grèce et le prince royal Carol de Roumanie en 1921.

Après la victoire des venizélistes aux élections législatives du 16 décembre 1923, le Premier ministre Stylianós Gonatás demande à Georges II et à sa famille de quitter le pays pendant que la nouvelle Assemblée nationale délibère sur la forme future du régime. Placé dans une situation analogue à celle de son père en 1922, le roi se soumet à la pression de la classe politique mais refuse d'abdiquer. Il prend alors prétexte d'une visite officielle en Roumanie pour partir en exil avec son épouse, la reine Élisabeth, et le diadoque Paul, le 19 décembre 1923,,.
Sans surprise, la Deuxième République hellénique est proclamée par le parlement le 25 mars 1924, avant d'être confirmée par un référendum deux semaines et demie plus tard. Officiellement déposés et bannis, Georges II et sa parentèle sont par ailleurs déchus de leur nationalité grecque et voient leurs biens confisqués par le nouveau régime. Désormais apatride comme tous les membres de la famille royale, Paul reçoit cependant de son cousin, le roi Christian X de Danemark, un nouveau passeport,.
À Bucarest, le prince Paul est accueilli chez sa sœur Hélène, épouse malheureuse du futur Carol II de Roumanie. Cependant, le diadoque se lasse très vite des fastes de la Cour des Hohenzollern-Sigmaringen et, une fois la République officiellement proclamée à Athènes, il quitte définitivement la Roumanie pour s'installer auprès de sa mère, la reine douairière Sophie, et de ses sœurs Irène et Catherine. Il passe ainsi de longs mois à la villa Bobolina de Fiesole où, libéré de toute obligation officielle, il s'adonne à la musique et prend des cours de piano avec un ancien concertiste,.

### Une longue période d'errance

#### Entre Coventry et Londres

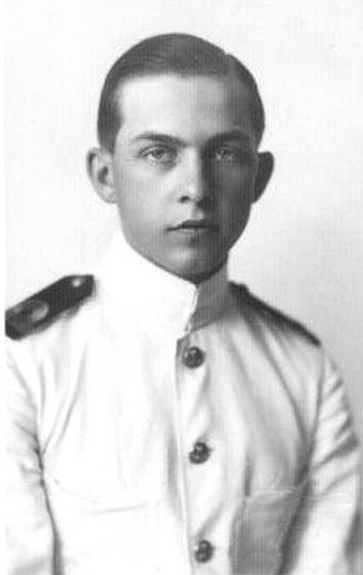
Le diadoque Paul vers 1920.

Las de l'inactivité à laquelle le contraint l'exil et largement désargenté, le prince Paul quitte la Toscane au volant de sa Lancia Lambda pour s'installer à Londres, où il espère trouver un travail. Dans la capitale britannique, il retrouve d'anciennes connaissances, dont il sollicite l'aide pour obtenir un emploi dans le monde de l'aéronautique,. Grâce à Henry Drummond Wolff (selon Stelio Hourmouzios) ou à l'infant aviateur Alphonse d'Orléans (selon Ricardo Mateos Sáinz de Medrano), Paul parvient finalement à se faire embaucher comme apprenti-mécanicien dans la firme Armstrong Siddeley. Sous le pseudonyme de « Paul Beck », il loue une chambre dans une maison de Clarendon Square, à Leamington, et se rend quotidiennement à Coventry, où il travaille dans le montage de moteurs d'avions. Avec le salaire qu'il reçoit, il aide financièrement sa mère, restée en Italie,.
Cependant, après dix mois chez Armstrong Siddeley, Paul quitte Coventry pour Londres, où il s'installe dans un petit appartement situé près de la gare Victoria. Converti à la mode du monocle, le prince mène désormais une vie oisive, fréquentant la bonne société britannique. Il devient alors membre du Royal Air Force Club de Piccadilly et de l'Artists' Rifles Association Club de Craven street. Parallèlement, il fréquente les réceptions, les chasses et les régates organisées par l'aristocratie, sans pour autant négliger le piano, qu'il pratique chez son ami le lieutenant-colonel F. Alan Parker. Curieux par nature, le prince met par ailleurs à profit son temps libre pour faire de nouvelles expériences. Avec un ami médecin au St Thomas' Hospital, il assiste ainsi à des opérations chirurgicales et découvre avec intérêt le fonctionnement d'un centre médical moderne.

#### Une vie sentimentale mouvementée

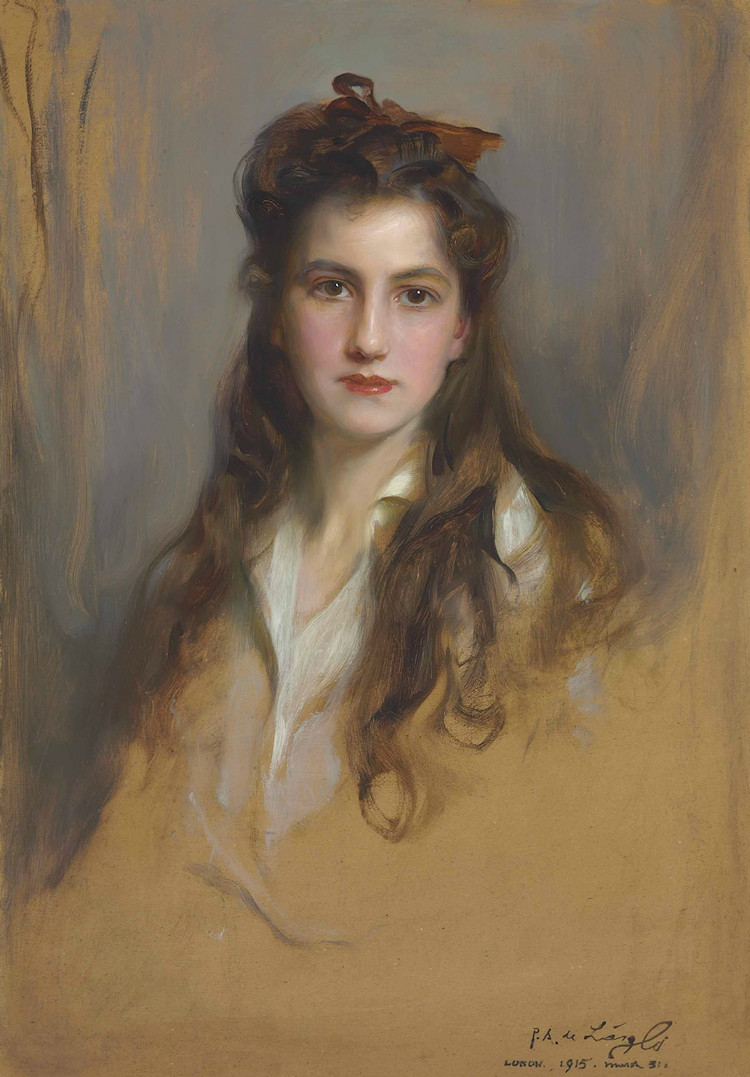
La princesse Nina Georgievna de Russie, premier amour de Paul. Portrait par Philip de László, v. 1920.

Au milieu de ces mondanités, Paul fait bientôt la connaissance d'une jeune femme, dont il ne tarde pas à tomber amoureux. Sa liaison devenant de plus en plus sérieuse, il projette de l'officialiser en se mariant. Ce n'est d'ailleurs pas la première fois que le prince envisage de fonder une famille. Quelque temps avant la chute de la monarchie hellène, il a ainsi demandé la main de sa cousine la princesse Nina de Russie, fille du grand-duc Georges Mikhaïlovitch et de la princesse Marie de Grèce. Cependant, la jeune femme a poliment rejeté sa proposition pour épouser un prince géorgien en 1922.
Une fois encore, le projet matrimonial de Paul fait long feu. Sa nouvelle compagne n'appartenant pas à l'univers des familles royales, le jeune homme doit en effet affronter l'opposition catégorique de sa mère, qui refuse de voir un autre de ses enfants contracter une union inégale. Ayant débarqué en Angleterre, la reine douairière convainc ainsi son fils cadet qu'en épousant une roturière, il mettrait en danger la dynastie et réduirait ses chances d'être un jour restaurée. De fait, le couple de Georges II et d'Élisabeth restant résolument stérile, Paul semble plus que jamais appelé à succéder un jour à son frère en tant que chef de la famille royale. Placé face à ses responsabilités, le diadoque doit finalement mettre un terme à sa relation et abandonne, pour longtemps, toute idée de mariage,.
Désormais célibataire, le jeune homme est bientôt soupçonné par la bonne société britannique d'être homosexuel (ou au moins bisexuel). Le témoignage du célèbre prostitué américain Denham Fouts, qui aurait entretenu une liaison avec Paul lors de sa croisière en Égée, semble d'ailleurs confirmer ces rumeurs persistantes. Malgré tout, les spécialistes de Fouts et de son entourage mettent aujourd'hui largement en doute ses déclarations, d'autant que même les amis du prostitué ne lui faisaient pas entièrement confiance quand il s'agissait de ses conquêtes. Quoi qu'il en soit, la supposée homosexualité de Paul continue à refaire périodiquement surface dans les médias, comme cela a été le cas après que sa fille, la reine Sophie d'Espagne, a tenu des propos jugés homophobes devant l'une de ses biographes, Pilar Urbano, en 2008.

#### Entre Grèce et Toscane
Au printemps 1930, Paul fait la connaissance du capitaine Frederick Wessel, un riche rentier d'origine danoise qui lui fait part de son projet de croisière en mer Égée à bord de son yacht personnel. Nostalgique, le prince profite de l'occasion pour demander à Wessel l'autorisation de l'accompagner. Surpris par la requête de Paul, qui est toujours interdit de séjour en Grèce, Wessel finit par accepter à la condition que son invité garde son identité secrète et s'abstienne de toute activité politique durant leur voyage. Le 10 juillet 1930, le prince arrive donc à Villefranche-sur-Mer, où il embarque à bord du Frefrada. Après trois semaines de voyage le long des côtes françaises et italiennes, le prince arrive finalement à Corfou avec Wessel, son épouse et quelques amis du couple (2 août 1930),.

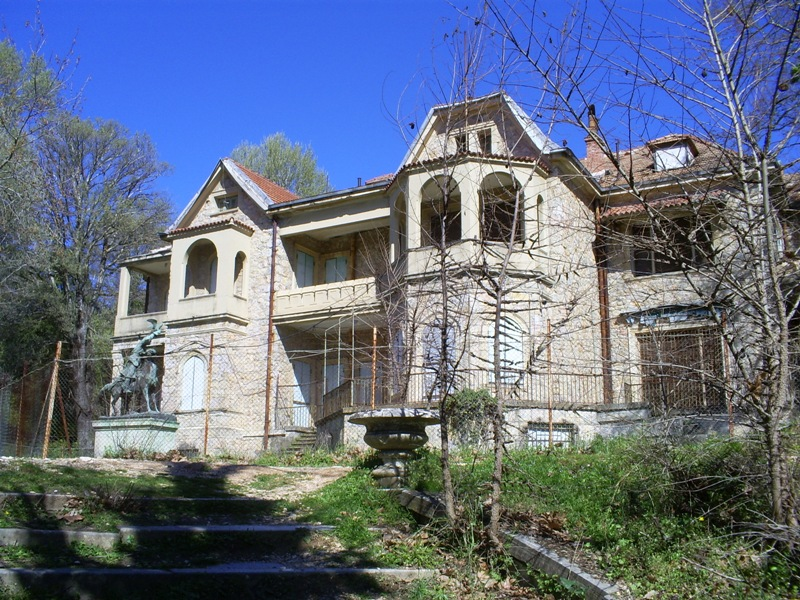
Le palais de Tatoï, résidence préférée du diadoque (2002).

Commence alors un périple d'environ un mois et demi qui amène successivement l'équipage dans le golfe de Patras (5 août), à Corinthe (7 août), dans la baie de Phalère, à Athènes, à Vouliagméni, au cap Sounion (19 août), à Chalcis, en Eubée, à Skiathos et Skyros (25 août), à Kymi (26 août), à Andros, à Syros, à Santorin, en Crète (29 août), à Navarin et finalement à Argostóli (12 septembre), d'où le Frefrada regagne l'Italie.
Durant ce séjour dans son pays natal, Paul a la joie de retrouver les résidences de son passé : Mon Repos, l'ex-palais royal d'Athènes et surtout Tatoï, où un vieux domestique qui l'a reconnu l'autorise à pénétrer dans ses anciens appartements. En dépit des consignes de Wessel, le diadoque a également l'occasion de parler politique avec certains Grecs et il a alors la satisfaction de voir combien son peuple est las de l'instabilité de la Deuxième République hellénique. Malgré tout, Paul fait preuve d'une grande discrétion durant le voyage et rares sont ceux qui parviennent à percer sa véritable identité.
Un an après son escapade en Grèce, Paul est informé par l'une de ses sœurs, la princesse Irène, que leur mère, Sophie de Prusse, est atteinte d'un cancer. Il se rend alors en Italie puis en Allemagne pour retrouver la reine douairière et l'accompagner dans son traitement. Cependant, le cancer de sa mère est déjà très avancé et Sophie s'éteint en présence de ses enfants, à Francfort, le 13 janvier 1932. Très affecté par ce décès, Paul se rapproche de ses sœurs, Hélène, Irène et Catherine. Il établit alors sa résidence chez Hélène, qui a racheté la villa Bobolina après son divorce d'avec Carol II de Roumanie et la mort de Sophie.

### Le deuxième règne deGeorgesII

#### Une restauration inattendue
Entre 1924 (année où la Deuxième République hellénique est proclamée) et 1935 (date à laquelle cette dernière est abolie), la Grèce connaît une forte instabilité politique et financière. En un peu plus de dix ans, vingt-trois gouvernements, une dictature et treize coups d'État se succèdent. En moyenne, chaque cabinet reste en place durant six mois tandis qu'une tentative de putsch est organisée toutes les quarante-deux semaines. Incapables de rétablir l'ordre dans le pays et discrédités par leur implication dans les différents coups d'État, les républicains perdent progressivement du terrain face aux monarchistes et des voix de plus en plus nombreuses réclament le retour sur le trône de Georges II ou d'un autre membre de sa famille (comme le duc de Kent),,.

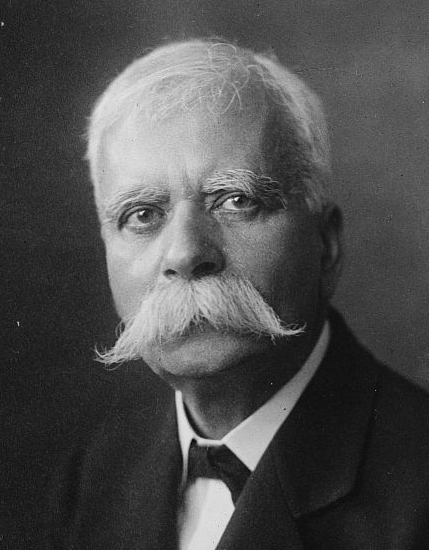
Aléxandros Zaïmis, président de la République hellénique avant la restauration de Georges II.

Finalement, le 10 octobre 1935, les forces armées grecques destituent le Premier ministre Panagís Tsaldáris et le président de la République Aléxandros Zaïmis, avant de les remplacer par le ministre de la guerre Geórgios Kondýlis. Ancien vénizéliste, Kondýlis est un militaire déçu de la république, qu'il juge coupable d'avoir amené l'anarchie en Grèce. Sous son impulsion, l'Assemblée hellénique proclame la restauration de la monarchie et nomme l'homme politique régent en attendant le retour de Georges II au pouvoir. Or, en Angleterre, le roi des Hellènes fait savoir au nouveau gouvernement que seule la tenue d'un référendum peut le conduire à remonter sur le trône.
Kondýlis organise alors une consultation nationale truquée visant à légitimer son entreprise et à pousser le roi à rentrer à Athènes. Officiellement, plus de 95 % des électeurs grecs réclament le retour de la monarchie, le 3 novembre 1935. La consultation populaire se déroule dans des conditions plus que contestables : le vote n'est pas secret et la participation est obligatoire. Time magazine décrit ainsi l'événement : « un électeur a le choix entre placer dans l'urne un bulletin bleu en faveur de Georges II et de plaire ainsi au général Geórgios Kondýlis […] ou d'y mettre un bulletin rouge pour la République et de risquer les problèmes ».
En fait, la fraude électorale est si manifeste qu'elle finit par indisposer le gouvernement, qui craint de voir la tricherie dénoncée. Le soir même du référendum, le ministre de l'Intérieur grec détruit ainsi une grande quantité de bulletins de vote en faveur de la restauration tout en s'écriant : « Non ! Non ! Je ne voulais pas qu'ils aillent aussi loin ! » Il reste qu'après décompte des résultats, seuls 32 454 des 1 527 714 suffrages exprimés demandent le maintien de la république alors que 1 491 992 soutiennent le retour de la monarchie et que 3 268 autres sont déclarés invalides,,.
Une fois le résultat du référendum annoncé, une délégation hellène rencontre officiellement Georges II et le diadoque Paul à l'ambassade de Grèce, à Londres, pour leur demander de rentrer à Athènes. Puis, le 5 novembre 1935, le roi accepte officiellement de remonter sur le trône. Après avoir réglé leurs affaires, le souverain et son frère quittent la capitale britannique le 14 novembre et gagnent Paris. Là, ils sont reçus par le président de la République française Albert Lebrun et ont une entrevue avec leur oncle, le prince André. Les deux frères se rendent ensuite en Italie, où ils retrouvent leurs sœurs (toutes trois installées à la Villa Sparta) et d'autres membres de leur parentèle, comme le prince Christophe. À Florence, ils se recueillent par ailleurs sur les tombes de leurs parents, provisoirement inhumés à l'église russe de la ville. Après un bref passage à Rome, où le roi Victor-Emmanuel III leur confère l'ordre de l'Annonciade, les deux frères partent ensuite pour Brindisi, où le croiseur grec Elli les attend pour les ramener à Athènes. Finalement, ils retrouvent le sol de leur patrie le 25 novembre et sont accueillis à Phalère par une foule en liesse,,.

#### Un diadoque écarté des affaires

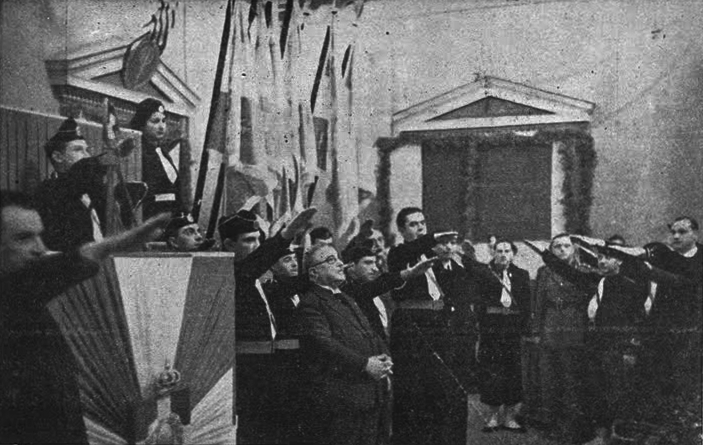
Le dictateur Metaxás au milieu de membres de l'EON (1938).

De retour en Grèce, Paul découvre rapidement que son frère n'a nullement l'intention de l'associer aux affaires du royaume. En presque vingt ans d'exil et de vicissitudes politico-familiales, Georges II est en effet devenu un homme méfiant et taciturne. Aîné du diadoque de onze ans, il a peu d'affinités avec lui et ne se montre guère soucieux de nouer de nouveaux liens avec son cadet. Installé au palais royal avec le roi, Paul se retrouve donc dans l'inconfortable position de devoir côtoyer le souverain et la classe politique au quotidien sans avoir de véritable fonction officielle,.
Après quelques actes de représentation pour son frère (lors du rapatriement des cendres de leurs parents ou durant les funérailles d'Elefthérios Venizélos, en 1936), l'héritier du trône choisit de reprendre ses fonctions dans la marine hellénique. Promu au grade de capitaine de corvette et rattaché à l'État-major, il n'a cependant guère l'occasion de servir en mer,. Il s'investit alors dans l'organisation et le développement du mouvement scout grec, dont il a déjà assuré la présidence au tout début des années 1920,.
Pour le diadoque, les choses se compliquent encore après l'instauration de la dictature mise en place par le général Ioánnis Metaxás le 4 août 1936. Déjà en froid avec le nouvel homme fort du régime (qui a pourtant la confiance de Georges II), Paul s'en démarque largement après l'intégration forcée des Scouts de Grèce dans l'Organisation nationale de la Jeunesse (EON), un mouvement fascisant à la solde du dictateur. À plusieurs reprises, Paul refuse ainsi ostensiblement de réaliser le salut fasciste lors de cérémonies officielles, ce qui met à chaque fois Metaxás hors de lui,,.

### Mariage et vie familiale

#### Des fiançailles compliquées

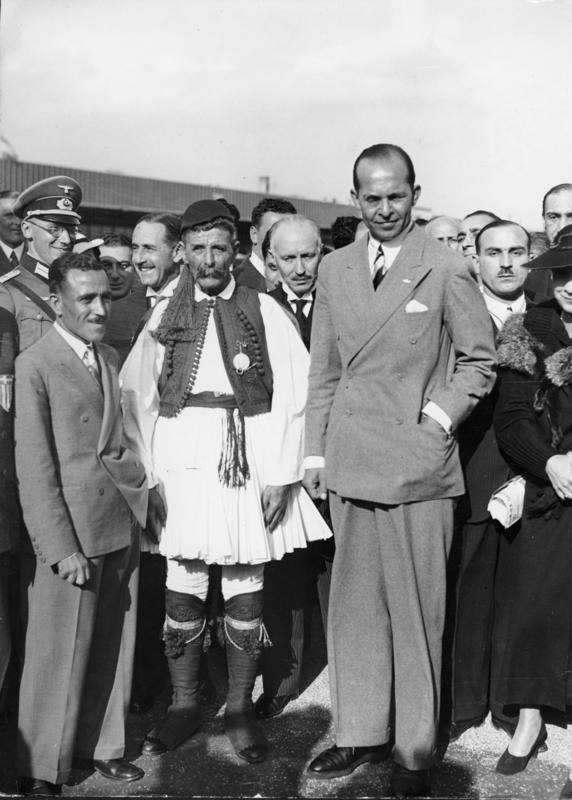
Le diadoque aux côtés de Spyrídon Loúis aux Olympiades de Berlin, en 1936.

Le roi Georges II n'ayant pas d'enfant et la maison de Glücksbourg ne comptant plus guère de princes susceptibles d'assurer la pérennité de la monarchie hellénique, il devient rapidement capital que Paul contracte une union dynastique pour donner à son pays un héritier,. Mais, âgé de 34 ans au moment de la restauration, le diadoque passe pour un original, plus intéressé par le tennis et l'archéologie (qu'il pratique en amateur depuis quelques années) que par les jeunes filles.
Paul fait pourtant la connaissance de sa future épouse en 1927, à l'occasion d'une visite familiale au domaine d’Hubertihaus, en Autriche. À l'époque, Frederika de Hanovre a dix ans et elle appelle le diadoque, qui en a vingt-six, « mon oncle ». Le prince et la princesse se retrouvent ensuite à Londres, en 1934, à l'occasion des noces de Marina de Grèce avec le duc de Kent. Ce n'est cependant que l'année suivante que les deux jeunes gens débutent véritablement leur relation. En 1935, Frederika se rend à Florence, afin d'y étudier au Collège américain. Dans la cité italienne, la princesse allemande retrouve Paul, qui réside alors avec ses sœurs.
Après plusieurs rencontres à la villa Sparta, Paul et Frederika tombent amoureux. Tandis que les sœurs du diadoque (Hélène, Irène et Catherine) font tout leur possible pour favoriser leur relation naissante, celui-ci prend la décision d'écrire aux parents de la princesse hanovrienne afin de leur demander la main de leur fille. Cependant, le duc de Brunswick refuse catégoriquement de donner son accord au mariage, considérant Frederika comme beaucoup trop jeune. Pour le diadoque, c'est une grande déception, mais il ne renonce pas à son projet matrimonial pour autant.
Après la restauration de la monarchie à Athènes, une rumeur persistante veut que le diadoque cherche à épouser une jeune Grecque issue d'une bonne famille. Cependant, Paul profite de son voyage en Allemagne à l'occasion des Jeux olympiques de Berlin de 1936 pour retrouver Frederika. L'année suivante, il se rend à la Königinvilla de Gmunden, où il redemande la main de la jeune fille à ses parents. Cette fois, le duc de Brunswick accepte la proposition de son cousin et les fiançailles de Paul et de Frederika sont annoncées officiellement.

#### Un projet de mariage qui divise
Dans le royaume hellène comme à l'étranger, les fiançailles du diadoque avec une princesse allemande divisent. Malgré le respect que lui vouent les Grecs pour ses qualités personnelles et son caractère affable, Paul ne suscite guère l'engouement des foules. De fait, depuis l'instauration de la dictature de Metaxás avec le consentement de Georges II, la famille royale subit le mécontentement croissant des citoyens. Surtout, les difficultés économiques que connaît le pays depuis le déclenchement de la Grande Dépression font craindre à la population le coût d'un mariage princier. Dans ces conditions, de nombreuses voix s'élèvent à l'idée que le contribuable grec doive financer des festivités fastueuses, d'autant que Paul ne possède pas encore de résidence personnelle et que ses épousailles ouvrent donc la perspective de nouvelles dépenses publiques.

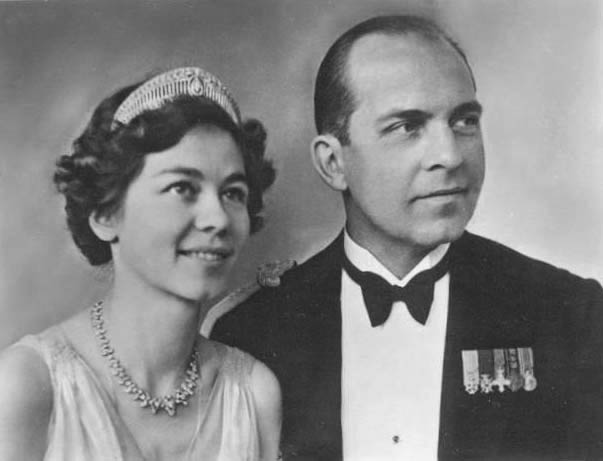
Paul et Frederika vers 1938.

Outre ces préoccupations financières, c'est le choix d'une fiancée allemande qui inquiète le plus les Grecs et les chancelleries. Les Glücksbourg étant d'origine germano-danoise, ils sont toujours perçus comme une dynastie étrangère par une partie de la population hellène. Dans le pays, nombreux sont donc ceux qui auraient préféré voir l'héritier du trône épouser une de leurs compatriotes. Cependant, la nationalité de Frederika et ses liens de parenté avec le Kaiser Guillaume II rappellent surtout aux Hellènes et aux gouvernements alliés la période de la Première Guerre mondiale. Ils ravivent par ailleurs la légende noire entourant la figure de la reine Sophie, accusée d'avoir poussé Constantin Ier dans les bras des puissances centrales pendant la Grande Guerre. Or, Paul est considéré par les chancelleries étrangères comme une personnalité influençable, qui pourrait facilement être manipulée par sa femme.
Cependant, tout le monde ne désapprouve pas le choix du diadoque. Le général Metaxás, dont les relations avec Paul sont pourtant difficiles, se réjouit d'un mariage qui pourrait renforcer les liens de son pays et de son régime avec l'Allemagne nazie. Dans le Troisième Reich même, Adolf Hitler désire profiter de l'union pour imposer son influence au royaume hellène. Le Führer cherche par ailleurs à instrumentaliser le mariage pour les besoins de sa propagande en imposant la présence du drapeau et de l'hymne nazis durant les festivités prévues pour 1938.
De son côté, le roi Georges II, bien connu pour son anglophilie, cherche à faire oublier les origines germaniques de sa future belle-sœur. La jeune femme étant, à l'époque de ses fiançailles, 34e dans l'ordre de succession au trône britannique, le souverain met en avant ses racines anglaises. Afin de satisfaire le roi des Hellènes et de souligner leur appartenance à la dynastie britannique, les Hanovre demandent alors ostensiblement au roi Georges VI l'autorisation de marier leur fille à un prince orthodoxe.

#### Une cérémonie mal perçue

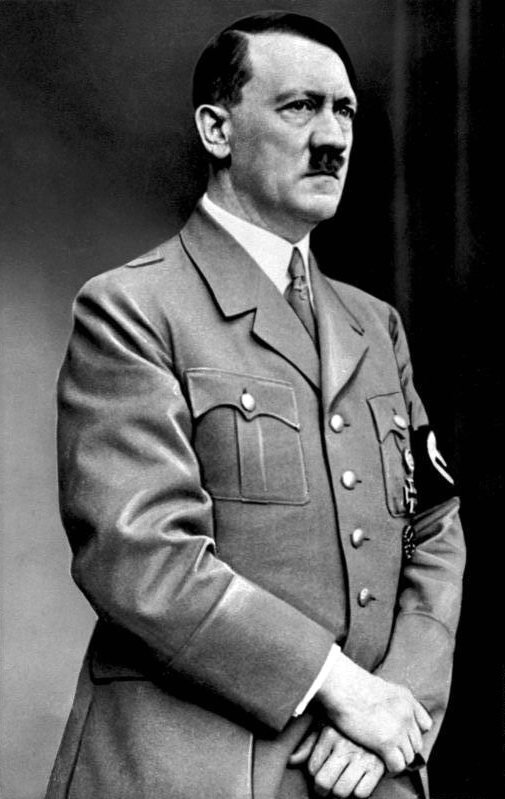
L'ombre d'Adolf Hitler plane sur le mariage de Paul et Frederika.

La princesse Frederika n'est pas encore arrivée en Grèce que de nouvelles polémiques éclatent à son propos. Aucune sainte orthodoxe n'ayant jamais porté son prénom, l'Église nationale lui demande d'adopter un nom plus conforme à la culture et à la religion de son nouveau pays. Cependant, la jeune femme refuse catégoriquement de se plier à la requête du Saint-Synode parce qu'elle considère que son prénom fait partie intégrante de son identité. Face à la détermination de Frederika, l'Église doit finalement renoncer à sa demande.
Au-delà de cette affaire du prénom, c'est la présence possible de croix gammées au moment des noces du diadoque et de la princesse qui choque le plus l'opinion publique grecque. Pour faire barrage au drapeau nazi, le roi et son frère envisagent donc de hisser la bannière de l'ancien royaume de Hanovre dans les rues de la capitale hellénique. Cependant, la princesse Frederika s'oppose également à ce projet par crainte de mécontenter Hitler et d'attirer ainsi les foudres des nazis sur ses parents. De fait, les autorités allemandes interdisent formellement l'usage d'étendards régionaux à l'étranger.
Frederika arrive finalement en Grèce avec ses parents au début du mois de janvier 1938. À la frontière yougoslave, elle est reçue par le Premier ministre Metaxás et par le diadoque lui-même. Quelques jours plus tard, le 9 janvier 1938, est célébré le mariage princier, ce qui donne lieu à une multitude de bals, de banquets et de concerts. Dans les rues d'Athènes, les foules grecques se pressent pour admirer le cortège princier. Cependant, l'événement ne soulève guère l'enthousiasme de la population, qui critique les dépenses effectuées pour loger et conduire les nombreux participants au mariage. De fait, des princes de toute l'Europe ont envahi Athènes pour l'occasion et il faut pas moins de vingt voitures pour transporter les invités de l'hôtel Grande-Bretagne où ils sont hébergés à la cathédrale orthodoxe où se déroule la cérémonie religieuse. Or, parmi l'ensemble des personnalités du gotha conviées aux épousailles, ce sont les éléments allemands qui dominent, ce qui renforce le malaise de la population.
Pendant la cérémonie, Paul, qui arbore une tenue d'amiral de la flotte, a pour témoin son cousin le grand-duc Dimitri Pavlovitch de Russie, trois de ses beaux-frères (les princes Ernest-Auguste, Georges-Guillaume et Christian de Hanovre) et son neveu le prince héritier Michel de Roumanie.

#### Installation à Psychikó et naissances princières
À l'occasion de son mariage avec le diadoque, Frederika reçoit en cadeau du gouvernement grec une ferme située à Polydendri, près de la petite ville de Larissa, en Thessalie. De son côté, Paul se voit offrir une villa dans le quartier athénien de Psychikó. Construite au début du XXe siècle par un riche magnat grec, cette demeure relativement modeste possède deux étages, un petit jardin et un balcon donnant sur la rue. Nécessitant quelques travaux, elle est redécorée par la princesse Irène avant l'emménagement du couple.
Peu de temps après son mariage avec le diadoque, Frederika tombe enceinte. La première fille du couple princier naît le 2 novembre 1938, à Psychikó : il s'agit de la future reine Sophie d'Espagne, que Paul et son épouse auraient souhaité prénommer Olga mais que la tradition grecque les contraint finalement à appeler Sophie, comme sa grand-mère paternelle. Le 2 juin 1940, Frederika donne naissance à un deuxième enfant, le futur Constantin II. Pour la famille royale, qui attendait avec anxiété la naissance d'un héritier, il s'agit là d'une excellente nouvelle. Malgré tout, le contexte international interdit alors que soient organisées d'importantes festivités dans le pays.

### La Seconde Guerre mondiale

#### La guerre italo-grecque

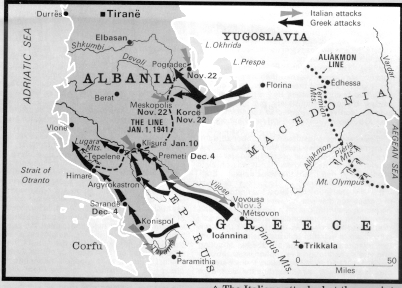
L'Épire, théâtre des opérations de la guerre italo-grecque.

Tandis que la famille royale s'agrandit, les troupes allemandes s'emparent progressivement de l'Europe et la France s'effondre sous les coups de la Blitzkrieg. Devant les succès hitlériens, l'Italie fasciste entre à son tour dans le conflit, le 10 juin 1940. Immédiatement, Mussolini lance une violente campagne de propagande contre la Grèce, accusant le gouvernement de Georges II d'abriter des navires britanniques dans ses eaux territoriales et de violer ainsi sa propre neutralité. Quelques semaines plus tard, le 15 août, un sous-marin italien coule le croiseur grec Elli alors qu'il escorte un navire rempli de pèlerins, au large de Tinos, dans la mer Égée,.
Dans ce contexte difficile, la diplomatie allemande s'empresse d'intervenir auprès du gouvernement hellène pour lui proposer sa médiation avec le royaume d'Italie. En échange de l'abdication de Georges II en faveur du diadoque et de sa femme, le Troisième Reich propose non seulement à Athènes d'empêcher Rome de l'attaquer mais encore de lui octroyer les territoires qu'elle revendique depuis longtemps dans les Balkans. Averti de cette proposition, le souverain éclate dans une violente colère et fait répondre aux nazis qu'« ils feraient mieux de ne pas mettre leur nez dans les affaires de [son] pays s'ils savent ce qui est bon pour eux ! ». En dépit de cet échec, le régime nazi tente de circonvenir directement Paul et son épouse en s'appuyant sur des personnes de confiance du couple mais, là encore, les démarches de Berlin ne rencontrent aucun succès.
Quelques mois plus tard, le 28 octobre, Mussolini transmet à Metaxás un ultimatum lui demandant d'accepter, dans les trois heures, le stationnement de troupes italiennes sur le sol hellène et l'occupation de certaines bases stratégiques. Sans surprise, le dictateur refuse, déclenchant ainsi la guerre italo-grecque. Face au danger imminent, l'opposition en exil, incarnée par le général républicain Nikólaos Plastíras, proclame son soutien au gouvernement du roi Georges II. Dans le même temps, à Athènes, le souverain prend la tête des forces armées. En contact permanent avec les alliés, il préside quotidiennement le conseil de guerre à l'hôtel Grande-Bretagne, sur la place Syntagma, tandis que le diadoque fait le lien avec le théâtre des opérations, dans le nord-ouest du pays. Contrairement aux attentes de Mussolini, la Grèce se défend avec succès et parvient même à occuper le Sud de l'Albanie, pays sous domination italienne depuis 1939,.

#### L'invasion de la Grèce

L'invasion de la Grèce continentale par les forces de l'Axe, en avril 1941.

Alors que la guerre avec l'Italie fait rage en Épire, le général Ioánnis Metaxás meurt le 29 janvier 1941. Pourtant, Georges II refuse de mettre en place un gouvernement d'union nationale et nomme comme nouveau Premier ministre le gouverneur de la Banque nationale, Aléxandros Korizís. L'attitude équivoque du souverain, qui maintient ainsi la dictature mise en place en 1936, contribue à ternir davantage son image et lui vaut de nombreuses critiques, tant en Grèce que du côté des Alliés,.
Or, après une série de victoires grecques en Albanie, la situation militaire se dégrade avec l'invasion des Balkans par l'armée allemande. Le 6 avril 1941, la Luftwaffe déclenche en effet l'opération Châtiment qui vise à punir le gouvernement de Belgrade pour avoir renversé le régent Paul et dénoncé le pacte tripartite. C'est le début d'une campagne militaire qui aboutit au dépeçage du royaume de Yougoslavie et à l'arrivée des soldats allemands aux portes de la Grèce. Rapidement, l'armée hellénique et le corps expéditionnaire envoyé en soutien par Londres sont dépassés et Thessalonique est occupée par les Allemands le 9 avril. Le même jour, la ligne Metaxás, sorte de ligne Maginot grecque, est franchie et la IIe armée capitule,.
Dans ces conditions, les forces helléniques et alliées n'ont d'autre choix que de se retirer plus au sud. Durant sa retraite, la Ire armée grecque est prise à revers et doit offrir sa reddition aux Allemands le 20 avril. En fait, dès la mi-avril, la situation est devenue si alarmante que le Premier ministre Korizís a demandé à Georges II d'accepter la capitulation. Mais le souverain a alors éclaté dans une terrible colère et s'est opposé catégoriquement à toute forme de compromission avec l'ennemi. Ne pouvant supporter la situation, Korizís s'est suicidé à son domicile athénien le 18 avril, laissant le cabinet vacant jusqu'à la nomination d'Emmanouíl Tsouderós comme chef du gouvernement, le 21 avril,,.

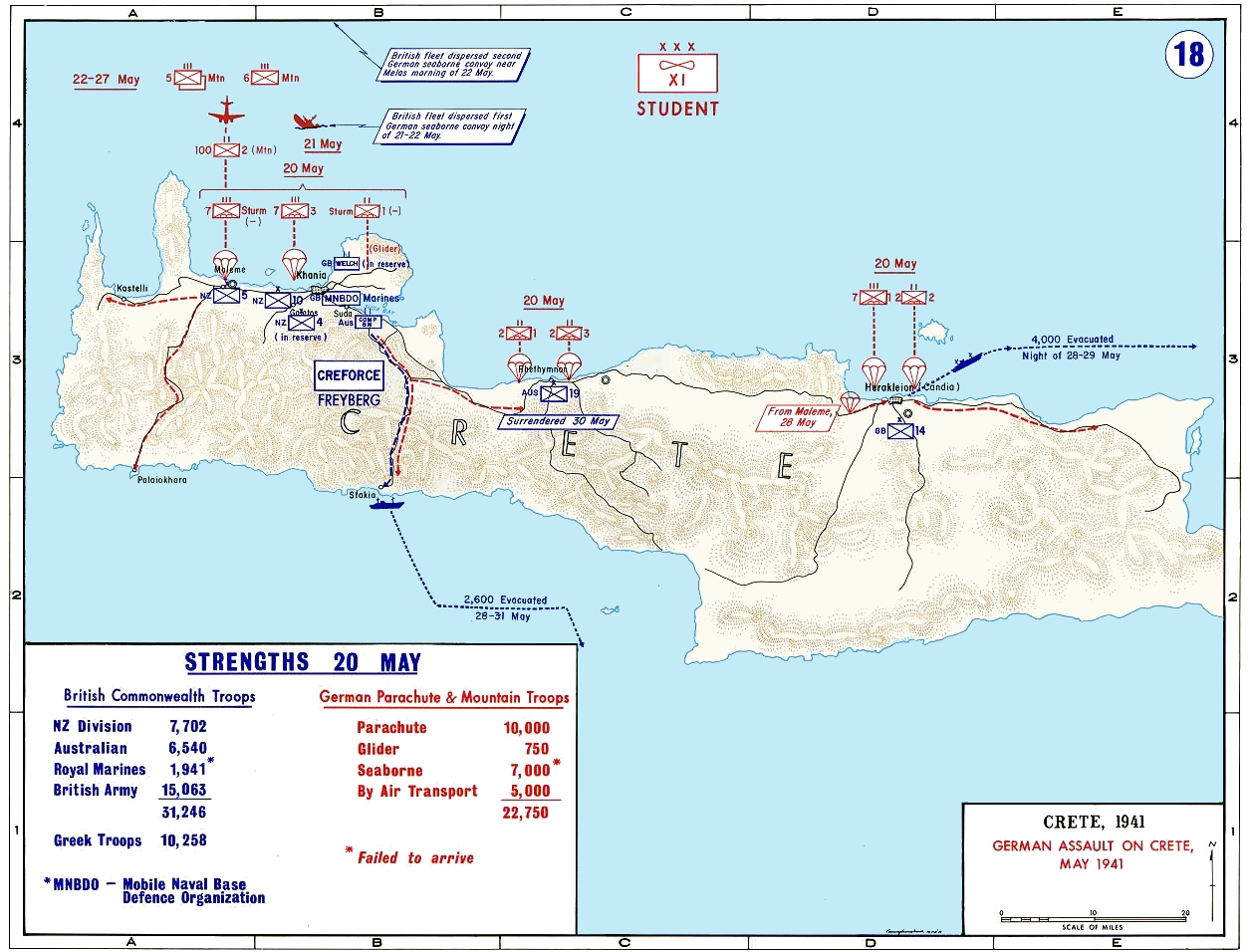
Carte représentant l'assaut aéroporté allemand sur la Crète.

Conscient que l'arrestation de la famille royale constitue un objectif majeur pour la Wehrmacht, le souverain et son gouvernement envisagent, dès le 9 avril, de quitter la Grèce continentale pour trouver refuge en Crète. Mais l'île étant également vulnérable aux attaques allemandes, Georges II demande officiellement au gouvernement britannique l'autorisation de s'installer à Chypre avec son cabinet et 50 000 recrues grecques. De là, une contre-offensive pourrait en effet être facilement organisée en direction du Dodécanèse italien. Dans un premier temps, la Grande-Bretagne semble acquiescer. Cependant, le Colonial Office ne tarde pas à s'opposer à ce qui lui apparaît comme une tentative déguisée de réaliser l'énosis (autrement dit l'annexion de l'île par la Grèce) et c'est donc la Crète qui est choisie comme situation de repli par le gouvernement.
Le 22 avril, la majeure partie de la famille royale est évacuée en Crète mais le roi et le diadoque Paul restent à Athènes jusqu'au lendemain. Georges II établit alors son quartier-général à La Canée, où il fait de son cousin, le prince Pierre, son aide de camp personnel. Après le début de l'attaque aérienne allemande sur la Crète, le 20 mai, le souverain et son gouvernement doivent tout de même se résoudre à évacuer l'île. Gratifié du titre d'« ennemi numéro 1 du Reich en Grèce » par Hitler, le roi échappe de peu aux parachutistes allemands et parvient à rejoindre le navire britannique HMS Decoy à Chóra Sfakíon. Avec son cousin et son écuyer, il gagne alors Alexandrie, où il retrouve le reste de la famille royale, réfugiée en Égypte depuis la fin avril,,.

#### Entre Égypte et Royaume-Uni

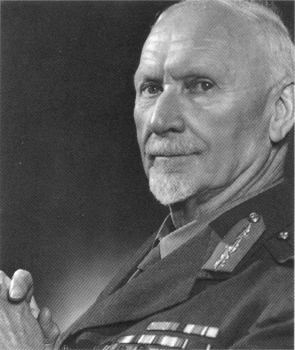
Le Premier ministre sud-africain Jan Smuts, ami et protecteur de Frederika (en 1943).

À Alexandrie, la famille royale est accueillie par la diaspora grecque, qui procure aux exilés vêtements, argent et logement. Mais tandis qu'à Athènes, un gouvernement collaborateur est mis en place par les occupants, en Égypte, la présence des Glücksbourg inquiète fortement le roi Farouk et ses ministres pro-Italiens. Paul et sa famille doivent donc chercher un autre refuge pour passer la guerre et poursuivre leur lutte contre les forces de l'Axe. Le souverain britannique s'opposant à la présence de la princesse Frederika et de ses enfants au Royaume-Uni, il est finalement décidé que Georges II et le diadoque pourraient s'installer à Londres mais que le reste de la dynastie devrait s'établir en Afrique du Sud jusqu'à la fin du conflit,.
Après un bref séjour au Cap, où le prince Paul place son épouse et ses enfants sous la protection du Premier ministre afrikaner Jan Smuts, le roi et son frère partent s'installer en Angleterre. Séparé de la princesse Frederika, Paul entame avec elle une correspondance nourrie et parvient à la retrouver à quelques occasions au Cap. L'héritier du trône ne peut cependant pas assister à la naissance de sa dernière fille, la princesse Irène, qui voit le jour le 11 mai 1942, très loin de son père, dans la résidence de Smuts.
Sans véritable fonction autre que celle de représentant de son frère, le prince souffre d'être continuellement écarté des affaires et du combat. Après plusieurs requêtes, il obtient pourtant l'autorisation de rejoindre une nouvelle fois Le Caire et les forces grecques libres en août 1942. Là, il échafaude différents plans pour rejoindre les forces alliées et jouer un rôle actif dans la libération de son pays. Cependant, la montée du républicanisme au sein des forces hellènes et l'opposition du roi à tout débarquement du diadoque en Grèce rendent ses projets caducs.
Après une première visite en Égypte en 1943, Frederika rejoint finalement son époux en janvier 1944, tandis que leurs trois enfants restent en Afrique du Sud jusqu'en mars. Le couple princier noue alors des relations amicales avec plusieurs membres de la famille royale égyptienne, comme la reine Farida, dont les enfants ont sensiblement le même âge que ceux du diadoque.

### De l'exil au trône

#### Un difficile retour en Grèce

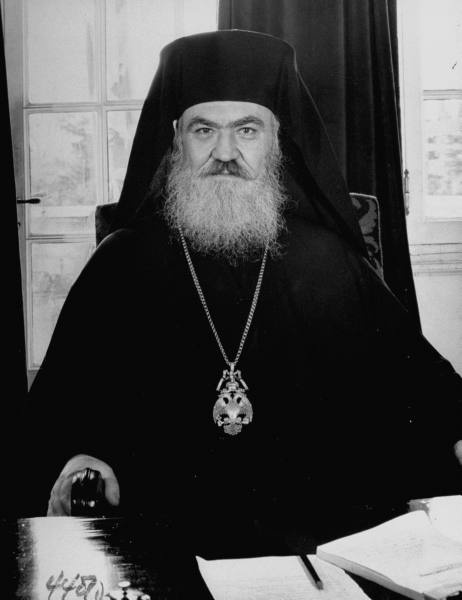
L'archevêque-primat Damaskinos d'Athènes.

Alors que le royaume hellène est progressivement libéré durant l'année 1944 et que la majorité des exilés grecs peuvent regagner leur foyer, Paul et sa famille doivent rester en Égypte du fait de la montée de l'opposition républicaine dans leur pays. Sous la pression de Churchill et d'Eden, le roi Georges II, toujours en exil à Londres, doit en effet nommer régent l'archevêque Damaskinos d'Athènes le 29 décembre 1944. Or, le primat de l'Église orthodoxe forme immédiatement un gouvernement à majorité républicaine et place le général Nikólaos Plastíras à la tête du cabinet. Humilié, malade et sans plus aucun pouvoir, Georges II envisage un moment d'abdiquer en faveur de son frère mais décide finalement de n'en rien faire,.
Plus combatif que le souverain mais aussi plus populaire que lui, Paul aurait souhaité rentrer en Grèce au moment de la Libération. Il estime en effet que, de retour dans son pays, il aurait été rapidement proclamé régent, ce qui aurait barré la voie à Damaskinos et rendu la restauration de la monarchie plus aisée. Quoi qu'il en soit, Paul n'a pas été écouté par son frère et il doit désormais vivre dans des conditions précaires, dans une maison cairote vétuste dont une partie du toit s'écroule un jour sur ses habitants, sans faire toutefois de victime.
Après des mois de tergiversations, un référendum est finalement organisé en Grèce le 1er septembre 1946 afin de déterminer la forme du régime. Les monarchistes obtiennent alors 69 % des suffrages et les Glücksbourg sont invités à rentrer dans leur pays. Georges II quitte donc le Royaume-Uni à bord d'un avion le 27 septembre, et arrive le jour même près d'Éleusis, où il retrouve le diadoque Paul et Frederika. De là, la famille royale gagne Phalère puis Athènes, où elle est reçue par une foule en liesse et par un Te Deum célébré par Damaskinos,.
Malgré tout, le retour des Glücksbourg dans leur patrie ne suffit pas à faire oublier les souffrances de la population grecque. Le pays est totalement dévasté, les résidences royales ont été pillées et saccagées et une violente guerre civile, opposant communistes et monarchistes, frappe la Macédoine, la Thrace et l'Épire,. Dans un pays toujours frappé par le rationnement et les privations, Paul et Frederika réemménagent dans leur villa de Psychikó, où ils ne tardent pas à fonder une petite école pour leur progéniture.
Sept mois seulement après son retour à la tête de la Grèce, Georges II meurt brusquement le 1er avril 1947, faisant de Paul le nouveau roi des Hellènes,.

#### Vie familiale
Une fois Paul monté sur le trône, les Glücksbourg quittent leur villa de Psychikó pour s'installer au palais royal d'Athènes. L'intention du nouveau souverain et de son épouse n'est cependant pas de rester vivre dans la capitale hellénique mais de déménager à Tatoï, une fois cette résidence restaurée. D'importants travaux sont donc engagés dans la demeure bâtie au XIXe siècle par Georges Ier, et la famille royale y emménage définitivement en 1949, réservant le palais d'Athènes à la tenue de cérémonies officielles.

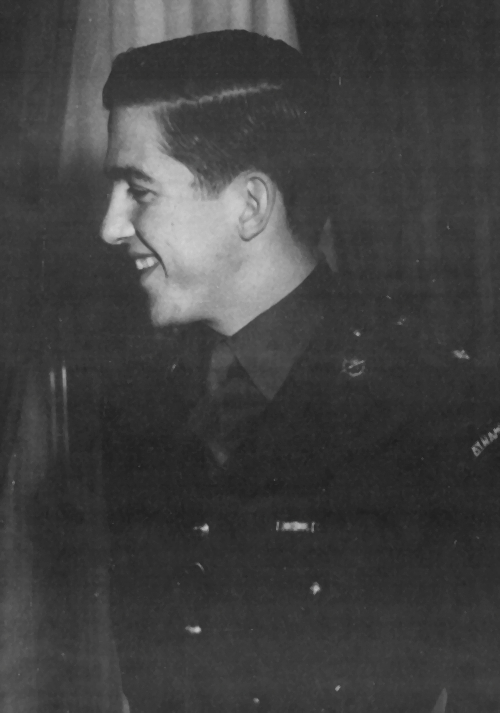
Le diadoque Constantin en 1959.

Dans leur foyer et avec leurs enfants, le roi et la reine utilisent l'anglais comme langue de communication. Les petits princes sont élevés dans une relative simplicité et Paul Ier s'occupe d'eux personnellement à chaque fois qu'il en a l'occasion. Avec sa progéniture, le souverain lit, écoute de la musique classique et discute beaucoup. Cependant, à l'adolescence, Sophie et Irène sont envoyées en internat à Salem, en Allemagne, afin d'y compléter leur éducation. Les deux jeunes filles y reçoivent alors une formation conforme aux préceptes de Kurt Hahn, un pédagogue juif allemand dont les idées ont profondément inspiré plusieurs familles royales d'origine germanique. De son côté, le diadoque Constantin est scolarisé au lycée Anavryta de Maroussi, qui suit les mêmes préceptes éducatifs,.
Chaque hiver, Paul et Frederika conduisent leurs enfants à Falken, en Autriche, pour y skier. L'été, la famille se rend dans l'archipel des Petalis, où un riche armateur prête aux souverains sa propriété. Après 1955, cependant, les Glücksbourg rentrent en possession du palais familial de Mon Repos et reprennent l'habitude de séjourner à Corfou, dans les îles Ioniennes.
Pendant leurs vacances, Paul et Frederika invitent régulièrement leur parentèle européenne et les princes de Hanovre, de Hesse, de Bade et de Hohenlohe sont des hôtes réguliers des monarques. Même les Romanov, qui ont subi un certain ostracisme de la part des autres familles royales après la guerre civile russe, sont les bienvenus à Athènes, comme le prouvent les séjours du prince Vassili Alexandrovitch chez ses cousins. C'est par ailleurs dans la capitale hellénique que sont organisées les noces de l'ex-roi Michel Ier de Roumanie, neveu de Paul, avec la princesse Anne de Bourbon-Parme en juin 1948.
Au sein de la famille royale de Grèce, cependant, tous n'apprécient pas les nouveaux souverains. Le prince Pierre, en particulier, entretient des relations orageuses avec ses cousins, qui lui reprochent d'avoir conclu une mésalliance en épousant une roturière divorcée. La princesse Alice de Battenberg, mère du duc d'Édimbourg et tante du roi, a également des relations difficiles avec la reine Frederika, qui a commis la maladresse de lui cacher l'agonie de sa belle-sœur, la grande-duchesse Hélène Vladimirovna de Russie, en mars 1957.

### De la guerre civile à la question chypriote

#### La famille royale face à la guerre civile

L'emblème des forces communistes grecques.

Ce ne sont cependant pas ces considérations familiales qui occupent le plus Paul Ier durant ses premières années de règne. En octobre 1947, le monarque contracte la fièvre typhoïde, qui l'immobilise pendant de longues semaines et fait craindre pour sa vie. Or, la Grèce est toujours secouée par la guerre civile. La guérilla communiste, qui opère principalement dans le nord du pays, cherche à s'emparer d'une ville où elle pourrait proclamer la république populaire. Le 25 décembre, les communistes lancent ainsi une attaque contre la cité de Konitsa, située à proximité de la frontière avec l'Albanie. La santé du roi ne lui permettant pas de se rendre sur le front, son épouse prend la décision de gagner le terrain des opérations afin de soutenir l'armée régulière. En dépit des origines allemandes de la souveraine, son voyage en Épire est un succès, qui lui permet d'apparaître comme une femme forte et courageuse,.
Après trois années de combats, la guérilla communiste est obligée de déposer les armes le 15 octobre 1949. La victoire de l'armée régulière, dirigée par le maréchal Papágos, est accélérée par la rupture, en 1948, de la Yougoslavie et de l'Union soviétique, qui prive la rébellion d'une grande partie de ses soutiens et de ses bases arrière,.
La Grèce sort dévastée de la guerre civile. Entre 50 000 et 200 000 personnes sont mortes à cause des combats et 100 000 à 200 000 autres ont fui le royaume ou été déportées par les communistes dans les pays du bloc de l'Est. Le réseau de communication est fortement endommagé et quantité d'églises, d'écoles, d'usines et de logements sont complètement hors d'usage. Afin de répondre au dénuement de leurs sujets, Paul et Frederika créent, dès 1947, une fondation chargée de récolter de l'argent en faveur des victimes de la guerre civile. Avec les dons, la reine met ainsi en place un réseau de « paidoupolis » destiné à héberger les enfants et adolescents issus des zones de combat.

#### Voyages à l'étranger et en province

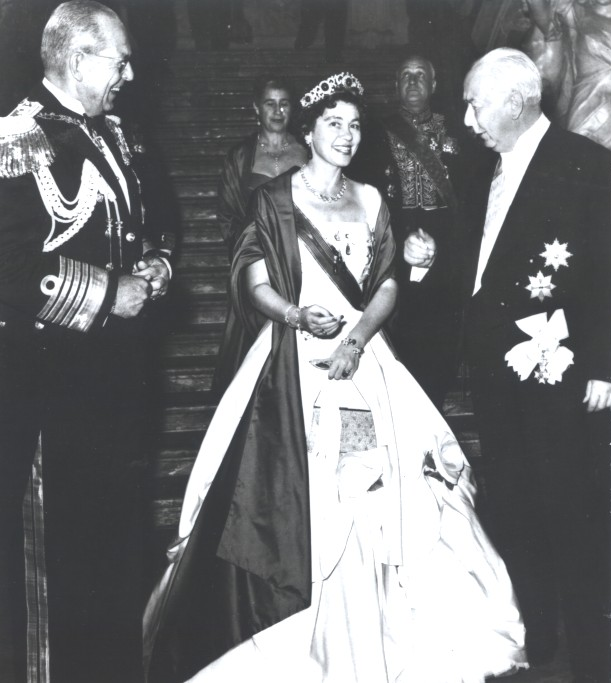
Paul et Frederika en compagnie du président ouest-allemand Theodor Heuss (1954).

Pendant les années 1950, le couple royal effectue différents voyages à l'étranger. Afin de normaliser les relations de la Grèce avec la Turquie, les souverains se rendent ainsi à Istanbul et à Ankara en juin 1952. Malgré l'invitation du gouvernement turc, ils refusent poliment de visiter la basilique Sainte-Sophie mais vont ensemble se recueillir sur la tombe de Mustafa Kemal. C'est la première fois qu'un monarque hellène se rend en visite officielle dans le pays qui a dominé la Grèce durant cinq siècles. Cela n'empêche pas les relations entre les deux pays de se refroidir considérablement les années suivantes à cause de la crise chypriote.
En dépit de leurs relations familiales avec l'ex-roi Pierre II (qui est leur neveu), Paul et Frederika œuvrent également au rapprochement de la Grèce avec son voisin yougoslave. En septembre 1955, le couple royal se rend ainsi en voyage officiel à Belgrade, avant de recevoir le maréchal Tito et sa femme en visite privée à Corfou l'année suivante.
Outre ces séjours chez leurs voisins, les monarques se rendent en visite officielle dans plusieurs autres pays : au Royaume-Uni (1952 et 1963), aux États-Unis (1953), en France et en Allemagne de l'Ouest (1956), en Suisse (1958), en Éthiopie et en Italie (1959) et même en Inde et en Thaïlande (1963).
Enfin, le couple royal effectue de nombreuses visites en province. Chaque année, il participe aux commémorations de la libération de Ioannina (21 février) et de Thessalonique (26 octobre) ainsi qu'aux festivités qui accompagnent la Saint-André, à Patras (30 novembre). Le roi inspecte par ailleurs régulièrement les garnisons postées aux frontières. Surtout, les souverains se rendent sur le terrain à chaque fois qu'une catastrophe naturelle frappe leur pays : à Céphalonie en 1953, à Volos en 1955 et à Santorin en 1956, par exemple.

#### Un roi partisan de l'énosis
Le 12 mai 1948, le Royaume-Uni annonce son intention de proposer une réforme constitutionnelle à sa colonie chypriote, qui vit sous un régime d'exception depuis les révoltes de 1931 en faveur de l'énosis. Aussitôt, l'archevêque Makarios III, leader de la communauté chypriote grecque, appelle ses concitoyens à rejeter le plan anglais et à se prononcer une nouvelle fois en faveur de l'union avec le royaume de Grèce. Tout aussi favorable à cette option que ses sujets, Paul Ier montre publiquement son souhait de voir se réaliser l'énosis à l'occasion d'une interview avec The New York Times le 28 juillet suivant. Il déclenche alors une crise politique avec son propre gouvernement, qui n'a pas été consulté avant l'entretien, mais reçoit le soutien de l'opinion publique hellène.
Une fois la guerre civile grecque terminée, la question chypriote devient l'une des priorités du roi et de son gouvernement. En 1952, le souverain profite des funérailles du roi Georges VI du Royaume-Uni pour aborder directement le problème de Chypre avec le gouvernement anglais, sans succès. Par la suite, il profite de chaque occasion officielle ou privée pour rappeler aux autorités britanniques la nécessité de laisser les Chypriotes décider de leur propre sort. Durant ses voyages à l'étranger, et particulièrement lors de son séjour en Turquie, le monarque cherche également à convaincre ses interlocuteurs de soutenir l'énosis.

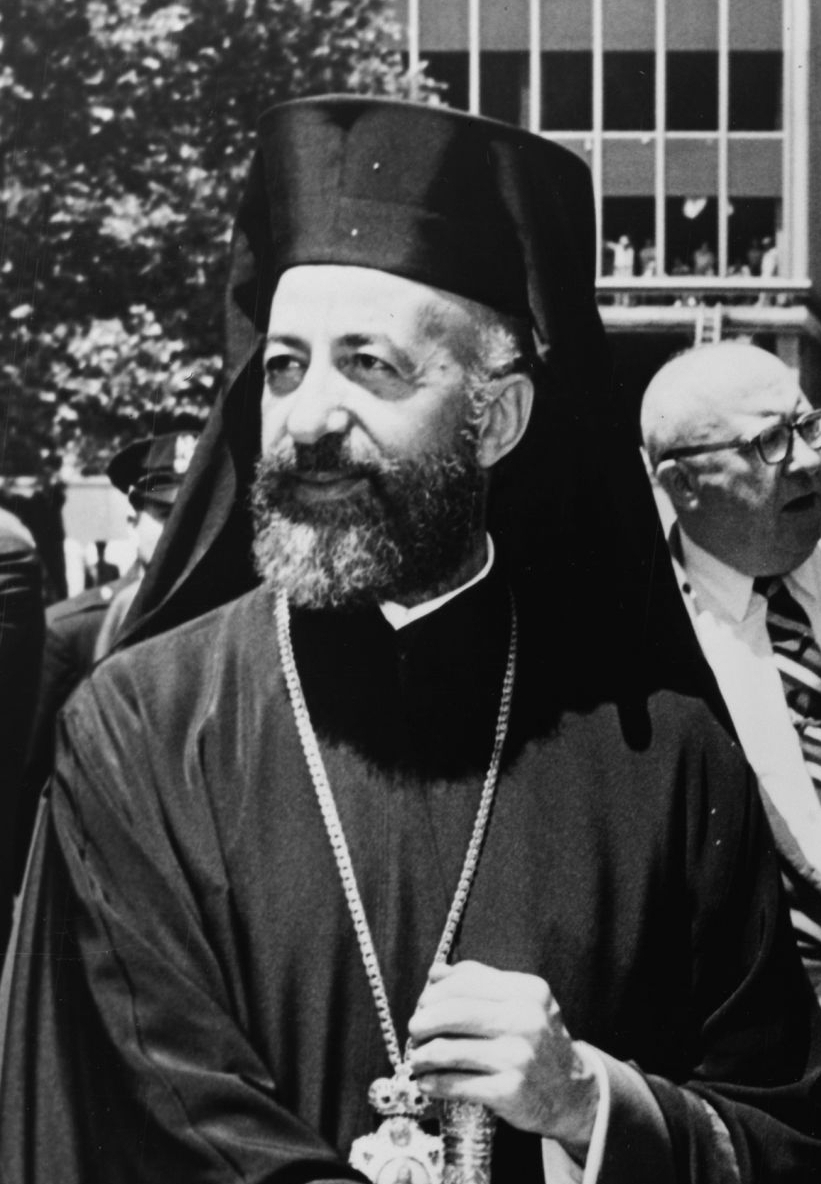
Makarios III, archevêque de Nicosie, en 1962.

Déjà en froid avec Londres, la famille royale de Grèce soulève la colère du gouvernement britannique en recevant à plusieurs reprises (en 1953 et 1954) l'archevêque Makarios à Athènes. Offensées, les autorités anglaises déclarent publiquement, en 1954, que l'énosis est inenvisageable et proposent aux Chypriotes un nouveau projet de constitution, celui de 1948 ayant dû être abandonné. Sur ces entrefaites, le Premier ministre grec Aléxandros Papágos soumet la question chypriote à l'ONU tandis qu'un mouvement indépendantiste dirigé par le général Geórgios Grívas se développe sur l'île.
Désireux de résoudre la crise en profitant du caractère multiethnique de la population chypriote, le gouvernement britannique invite la Grèce et la Turquie à participer à une conférence à Londres le 29 août 1955. Cependant, les pourparlers n'aboutissent qu'au durcissement des positions de chacun des interlocuteurs et aucune solution n'est trouvée. Consternée par les prétentions grecques et manipulée par son propre gouvernement, une partie de la population turque organise alors le pogrom d'Istanbul, qui détériore pour longtemps les relations gréco-turques.
En réponse aux actions de la guérilla chypriote, le gouvernement britannique finit par arrêter et déporter Makarios III aux Seychelles le 29 mars 1956. Dans le royaume hellène, cet événement a un écho très fort et des manifestations anti-anglaises se produisent dans différentes villes du pays, ce qui conduit au renvoi de l'ambassadeur de Grèce à Londres. Consterné par la situation, le gouvernement grec fait placer la question chypriote à l'agenda de l'ONU. De son côté, le roi Paul fait publiquement connaître son soutien, et celui de tous les Grecs, à la lutte des insulaires pour leur auto-détermination.
Sous la pression du président américain Eisenhower, alerté par la diplomatie grecque, Londres finit par libérer Makarios le 28 mars 1957. Dans le même temps, le terrorisme s'accentue à Chypre. Tandis que la diplomatie turque réclame de plus en plus ouvertement la Taksim, autrement dit la partition de l'île entre Chypriotes grecs et turcs, la guérilla hellène s'en prend de plus en plus violemment à la minorité turcophone. La diplomatie britannique profite alors de ces violences inter-ethniques pour proposer un nouveau plan de résolution du conflit, consistant en la mise en place d'une sorte de triple condominium anglo-gréco-turc sur l'île. Mais, une fois encore, le plan est rejeté par Makarios car il ne prend pas en compte les réclamations de la population.
Le 10 septembre 1958, Paul Ier fait un nouveau discours en faveur de l'énosis durant un voyage officiel en Suisse. Ce faisant, il déclenche les foudres de la presse britannique, qui l'accuse de soutenir le terrorisme des nationalistes chypriotes grecs. Malgré tout, les négociations concernant Chypre reprennent au bout de quelques mois. Le 5 février 1959, un sommet gréco-turc réuni à Zurich débouche sur l'ouverture de véritables pourparlers à Londres, en présence de tous les partis engagés dans le conflit. Épineuses, les négociations aboutissent à un compromis qui confère à Chypre sa pleine indépendance sous l'égide du Royaume-Uni, de la Grèce et de la Turquie. C'est la fin (temporaire) d'une crise qui a marqué les cinq premières années du règne de Paul.

### Entre «miracle économique» et autoritarisme royal

#### Une reconstruction réussie?

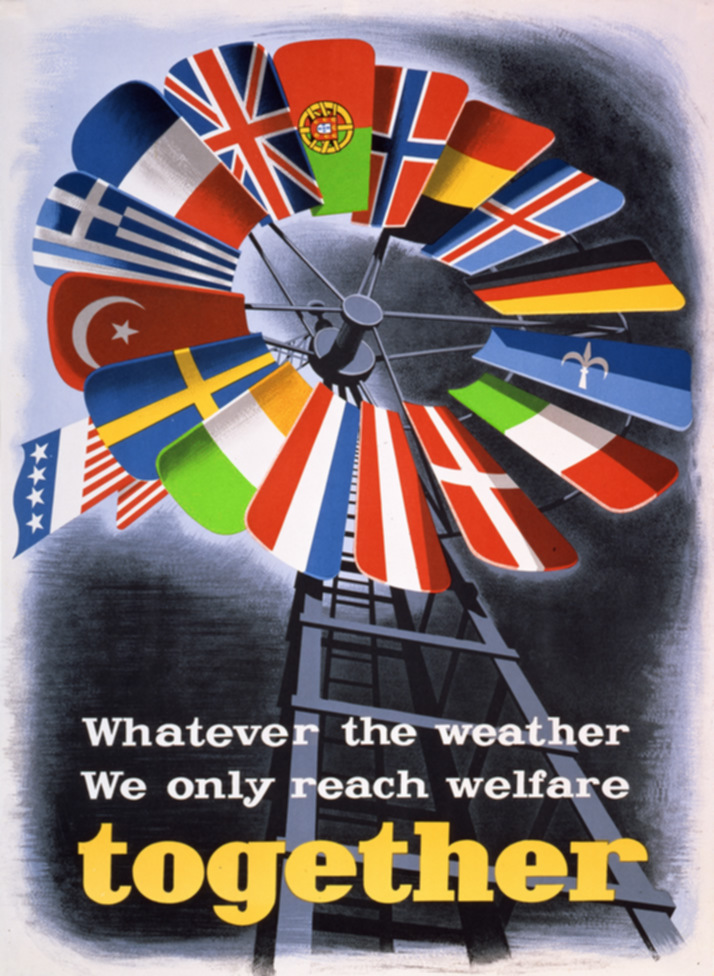
Affiche de propagande en faveur du Plan Marshall (1950).

Fermement ancrée dans le camp occidental depuis le début de la guerre froide, la Grèce est l'un des premiers bénéficiaires du Plan Marshall et profite pleinement de l'aide économique américaine. Entre 1948 et 1952, Athènes reçoit ainsi 376 millions de dollars de la part de Washington. Surtout, le soutien financier des États-Unis est maintenu jusqu'en 1962, et se poursuit encore après cette date dans le domaine militaire.
Les progrès spectaculaires du pays ne sont toutefois pas dus qu'au soutien américain. Après un demi-siècle de forte instabilité, la vie politique grecque se stabilise durant le règne de Paul Ier. Pendant onze ans, le pays n'est gouverné que par deux Premiers ministres différents (le maréchal Papágos et Konstantínos Karamanlís), d'ailleurs issus d'un seul et même parti (dont le nom évolue au cours de la période). Débarrassée de la guérilla communiste et renforcée par cette toute nouvelle stabilité parlementaire, la Grèce mène une politique économique dynamique, particulièrement durant l'ère Karamanlís (1955-1963). Tirées par le miracle économique ouest-allemand, l'agriculture, l'industrie et les mines hellènes connaissent une croissance réelle, en même temps que le tourisme (et en particulier le tourisme de croisière) se développe jusqu'à devenir la deuxième ressource du royaume. Dans le même temps, le pays stabilise sa monnaie et se dote de meilleures infrastructures tandis que des milliers de Grecs émigrent en RFA, d'où ils renvoient une partie substantielle de leurs revenus.
Malgré tout, l'économie grecque reste fragile. Très dépendante de l'étranger, la Grèce doit importer une part substantielle des aliments que sa population consomme. Surtout, la quasi absence de ressources énergétiques propres constitue une véritable épée de Damoclès pour le pays tandis que la défense continue à dévorer environ un tiers du budget national.

#### Une monarchie semi-autoritaire
« Démocratie couronnée » depuis l'élection au trône de Georges Ier en 1863, la Grèce n'en garde pas moins certains traits d'une monarchie autoritaire. En dépit de la mise en place d'une nouvelle constitution en 1952, la couronne conserve des pouvoirs plus étendus que dans la plupart des autres monarchies européennes et Paul Ier est régulièrement accusé par les médias et une partie de la classe politique hellènes de se montrer peu respectueux du jeu parlementaire. De fait, le souverain n'hésite pas à faire connaître publiquement son opinion sans en référer auparavant au gouvernement (comme lorsqu'il soutient publiquement l'énosis dans le New York Times, en 1948). Il ne craint pas non plus d'aller contre les recommandations de son Premier ministre (comme lors de son voyage au Royaume-Uni en 1963) ou de mettre en avant les liens privilégiés qu'il entretient avec l'Armée (faisant ainsi craindre aux opposants de la monarchie des velléités de coup d'État),.

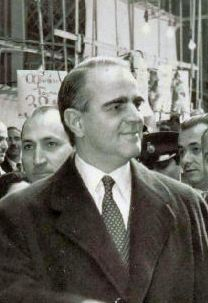
Le Premier ministre Konstantínos Karamanlís.

Déjà sujet aux critiques du fait de sa manière d'interpréter les prérogatives royales, Paul Ier est également attaqué sur le coût de la monarchie. Le couple royal est ainsi accusé de réaliser de trop fréquents séjours à l'étranger et de mener un train de vie dispendieux, sans se préoccuper des difficultés de la majorité de la population hellène. L'opacité de la gestion de la Fondation royale pour les Œuvres sociales (créée à l'origine pour venir en aide aux victimes de la guerre civile) soulève également les critiques de l'opinion publique et des médias, qui accusent la famille royale de se servir dans ses caisses. Au fil des années, la demande de nouveaux crédits destinés à l'entretien de la dynastie fait naître d'importantes tensions politiques, comme le montrent le vote d'une nouvelle liste civile en 1956 ou celui de la dot de la princesse Sophie en 1962,,.
Or, parmi les personnalités les plus virulentes contre la famille royale se trouve le chef de l'opposition lui-même. Ayant fait de l'expression « le roi règne mais ne gouverne pas » sa devise, Geórgios Papandréou boycotte ostensiblement tous les moments forts de la monarchie et ne manque jamais d'adresser une pique au souverain et à ses proches.

### Une fin de règne en demi-teinte

#### Un roi fier de ses enfants

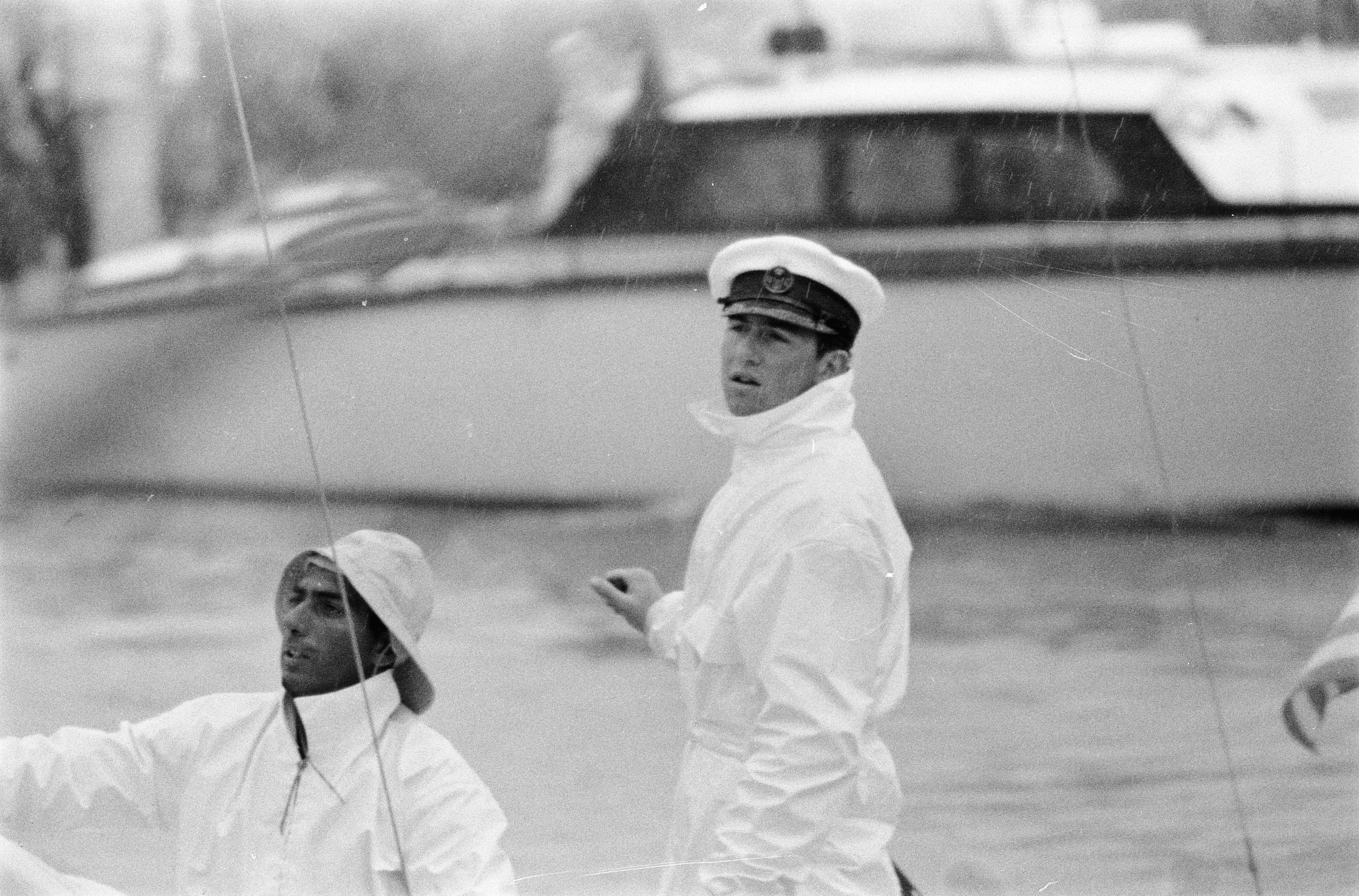
Le diadoque sur son bateau en juillet 1960.

Le 2 juin 1958, le diadoque Constantin atteint sa majorité, ce qui marque le début de ses obligations officielles. Très proche de Paul Ier, le prince a reçu une éducation soignée et il participe aux audiences que le roi donne à ses ministres depuis l'âge de onze ans. Le souverain a en effet beaucoup souffert d'avoir lui-même été écarté des affaires par son frère et il fait son possible pour que son successeur ne connaisse pas les mêmes obstacles.
Sportif accompli, Constantin est passionné par la mer et il pratique la navigation avec son père depuis qu'il a six ans. En décembre 1958, ses parents lui offrent un voilier et le prince commence à s'entraîner quotidiennement avec deux amis (Odysséas Eskitzóglou et Geórgios Zaïmis). Les mois passant, les trois jeunes gens font le projet de participer aux Jeux olympiques de Rome. Inscrits à l'épreuve de voile, ils remportent une médaille d'or le 7 septembre 1960. Dans le royaume hellène, l'événement est reçu avec d'autant plus d'enthousiasme que c'est seulement la deuxième fois depuis 1896 et l'exploit de Spyrídon Loúis qu'un athlète grec remporte une épreuve aux jeux olympiques,.
Très fier de son fils, Paul Ier a également la joie de voir sa fille aînée se rapprocher de l'héritier du trône d'Espagne. Les Jeux olympiques de Rome sont en effet l'occasion des retrouvailles entre Sophie et Juan Carlos, qui se connaissent depuis la « croisière des rois » de 1954. Les deux jeunes gens finissent par se marier à Athènes le 14 mai 1962,.

#### Une opposition de plus en plus vive

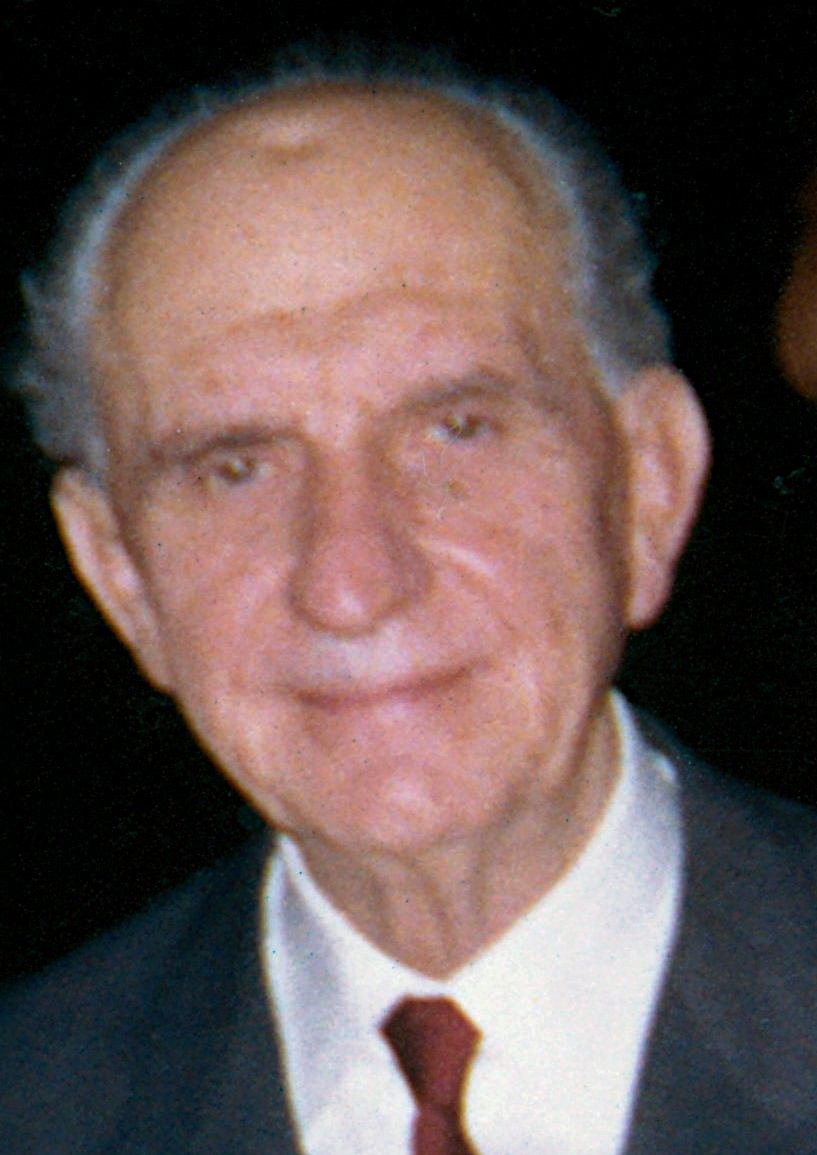
Le Premier ministre Geórgios Papandréou en 1964.

Au début de l'année 1963, la reine Frederika est invitée à se rendre au Royaume-Uni en visite privée à l'occasion des noces de la princesse Alexandra de Kent, organisées en février. En Grèce, le projet de voyage soulève les critiques du fait des vives tensions qui ont opposé, peu de temps auparavant, Londres et Athènes à propos de Chypre. Mais, en dépit des conseils du Premier ministre Konstantínos Karamanlís, la souveraine s'entête et part en Grande-Bretagne avec sa fille Irène. Or, le séjour de la souveraine est une catastrophe, qui contribue à ternir davantage l'image de la famille royale à l'étranger. Dès l'arrivée de Frederika en Angleterre, des tabloïds publient en effet une photographie datant des années 1930 où la reine, alors adolescente, pose, en compagnie de ses frères, en uniforme des Jeunesses hitlériennes. Ces mêmes journaux présentent par ailleurs la souveraine comme une femme aux idées d'extrême droite qui gouverne la Grèce d'une main de fer.
Des manifestations contre Frederika se produisent alors au Royaume-Uni et la gauche grecque profite de la liberté d'expression qui règne dans ce pays pour dénoncer les « crimes » de l'État hellène. La militante communiste Betty Ambatielos, dont l'époux a été emprisonné par le régime, organise ainsi une violente manifestation devant l'hôtel où séjournent la reine et sa fille. Prises à partie, les deux femmes doivent trouver refuge chez des particuliers pour échapper à l'ire de la foule. Embarrassé, le gouvernement britannique n'adresse que des excuses maladroites à la famille royale, ce qui contribue à refroidir davantage les relations anglo-grecques,.
Quelques semaines plus tard, éclate l'« affaire Lambrákis », qui choque durablement l'opinion publique hellène. Le 22 mai 1963, le député de gauche Grigóris Lambrákis est renversé par une motocyclette à Thessalonique et meurt des suites de ses blessures. L'enquête qui suit révèle qu'il s'agit d'un attentat politique et que des proches du régime y sont mêlés. La couronne n'est qu'indirectement éclaboussée, mais son principal soutien, l'Union nationale radicale (ERE) de Karamanlís, sort de cette affaire très affaiblie,.
En dépit de ces deux événements, Paul Ier décide de maintenir le voyage officiel qu'il avait lui-même prévu d'effectuer à Londres en juillet de la même année. Choqué par l'attitude du souverain, Karamanlís démissionne donc de son poste de Premier ministre, ce qui donne lieu à de nouvelles élections. Après quelques mois d'instabilité parlementaire, Geórgios Papandréou, connu pour ses critiques acerbes vis-à-vis de la famille royale, remporte finalement les élections législatives de 1964, et prend la tête du gouvernement,.

#### Maladie et décès

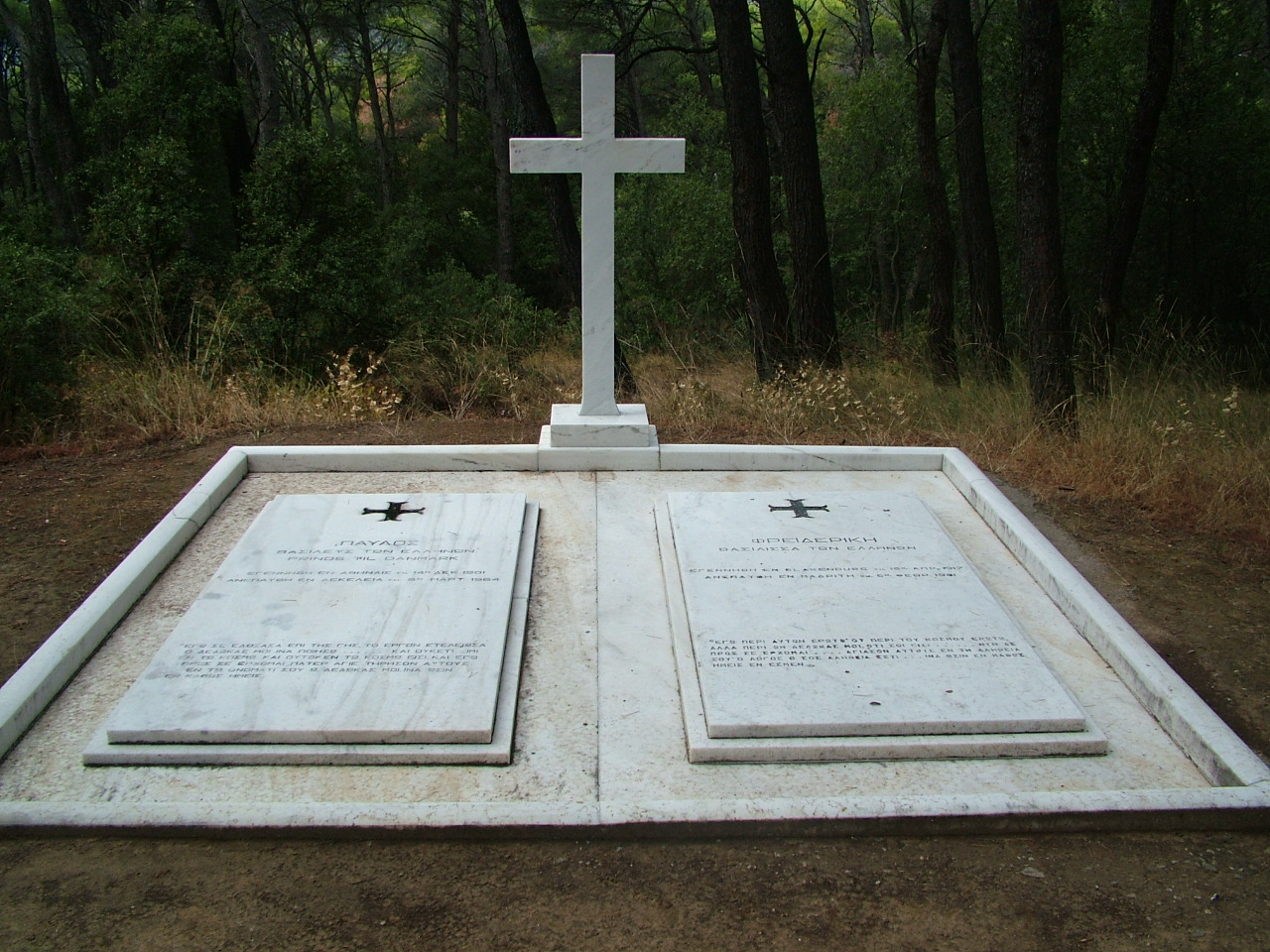
La tombe de Paul et de Frederika, à Tatoï.

En vieillissant, Paul Ier est atteint de problèmes de vue, qui l'obligent à se faire opérer de la cataracte en 1959. Cependant, ces difficultés ne sont rien au regard du cancer de l'estomac que les médecins lui diagnostiquent en janvier 1964. De plus en plus faible depuis son dernier voyage au Royaume-Uni, le roi s'évanouit juste après la cérémonie d'investiture du Premier ministre Geórgios Papandréou qui se déroule en février. Peu après, ses médecins l'opèrent d'un ulcère de l'estomac, mais l'intervention révèle surtout la généralisation du cancer et les chirurgiens abandonnent tout espoir de guérison. Veillé par son épouse à Tatoï, Paul voit sa santé se dégrader rapidement et le diadoque Constantin est envoyé en urgence sur l'île de Tinos pour y chercher une icône considérée comme miraculeuse. Cependant, l'image sainte ne suffit pas à guérir le souverain, qui meurt le 6 mars 1964, des suites d'une nouvelle intervention chirurgicale, à l'âge de 62 ans.
Les funérailles du souverain sont organisées le 11 mars 1964. Elles réunissent de nombreuses personnalités étrangères, parmi lesquelles le duc d'Édimbourg, l'ex-roi Humbert II d'Italie, le comte de Barcelone, le roi Gustave VI Adolphe de Suède, la première dame des États-Unis Lady Bird Johnson, l'ex-roi Siméon II de Bulgarie, le prince Rainier III de Monaco ou l'ex-président américain Harry Truman.
Paul Ier est enterré dans les jardins du palais de Tatoï, aux côtés des autres membres de la famille royale. Son épouse l'y rejoint dix-sept ans plus tard, en 1981. En septembre 2020, la tombe du couple royal est vandalisée et le gouvernement grec entreprend de la faire restaurer.

## Dans la culture populaire

### Documentaires
Le roi Paul Ier apparaît dans différents documentaires :
- Sa vie est au centre de Pavlos. No Ordinary King, réalisé par Níkos Polítis (2014)[198] ;
- Avec son épouse, il est l'objet de l'épisode « Paul et Frederika » de la série documentaire Les Amants du siècle de Frédéric Mitterrand (1993) ;
- On peut aussi le voir dans la série danoise En kongelig Familie (en anglais : A Royal family), réalisée par Anna Lerche et Marcus Mandal (2003)[199].

### Fiction
En 2010, le rôle de Paul Ier est interprété par l'acteur espagnol Roberto Álvarez dans le téléfilm Sofía, consacré à la fille aînée du souverain.
En 2025, son rôle est interprété par l'acteur Nelson Eddie Mendez Jr. dans le premier épisode (« Une Fille du peuple ») de la série télévisée norvégienne La Roturière.

### Numismatique
Différentes pièces de monnaie à l'effigie de Paul Ier ont été émises par la banque nationale de Grèce. Parmi celles-ci, on trouve :
- Une série de pièces de monnaie à l'effigie de Paul Ier a été émise par le royaume de Grèce entre 1954 et 1965[202],[203] ;
- Une pièce de 30 drachmes d'argent mise en circulation en 1963 à l'occasion du centenaire de la monarchie grecque et montrant les portraits des rois Georges Ier, Constantin Ier, Alexandre Ier et Georges II et Paul Ier[202],[204].

### Philatélie
Différents timbres à l'effigie de Paul Ier ont été mis en circulation par la Poste grecque :
- Une série de trois timbres imprimés en 1938, à l'occasion du mariage du diadoque avec Frederika de Hanovre ;
- Une série de quatre timbres émis en 1952, afin de célébrer les 50 ans de Paul Ier ;
- Quatre timbres, montrant le souverain seul ou accompagné de son épouse et de son fils, dans le cadre des séries « Rois de Grèce A » et « B », imprimées en 1956 et 1957 ;
- Cinq timbres de la série « Centenaire de la monarchie hellène » émise en 1963 et représentant les cinq souverains de la maison de Glücksbourg
- Dix timbres publiés après le décès du roi, en 1964[205].

## Arbres généalogiques

### PaulIeret Frederika dans l'Europe des rois
|  |  |                                                                |                                                                |                                                                |                                                                |                                                                |                                                                |  |  |                                                              |                                                              |                                                              |                                                              |                                                              |                                                              | Georges Ier, Roi des Hellènes ∞ Olga, Gde-Dsse de Russie | Georges Ier, Roi des Hellènes ∞ Olga, Gde-Dsse de Russie | Georges Ier, Roi des Hellènes ∞ Olga, Gde-Dsse de Russie   | Georges Ier, Roi des Hellènes ∞ Olga, Gde-Dsse de Russie   | Georges Ier, Roi des Hellènes ∞ Olga, Gde-Dsse de Russie   | Georges Ier, Roi des Hellènes ∞ Olga, Gde-Dsse de Russie   |                                                            |                                                            |  |  |                                                             |                                                             |                                                             |                                                             |                                                             |                                                             |  |  |                                                      |                                                      |                                                      |                                                      |                                                      |                                                      |  |  |                                                          |                                                          |                                                          |                                                          |                                                          |                                                          |  |  |                                                                  |                                                                  |                                                                  |                                                                  |                                                                      |                                                                      |                                                                      |                                                                      |                                                                      |                                                                      |                                                                      |                                                                      |                                                                      |                                                                      | Guillaume II, Kaiser allemand ∞ Augusta-Victoria, Pcesse de S.H.S.A. | Guillaume II, Kaiser allemand ∞ Augusta-Victoria, Pcesse de S.H.S.A. | Guillaume II, Kaiser allemand ∞ Augusta-Victoria, Pcesse de S.H.S.A.                         | Guillaume II, Kaiser allemand ∞ Augusta-Victoria, Pcesse de S.H.S.A.                         | Guillaume II, Kaiser allemand ∞ Augusta-Victoria, Pcesse de S.H.S.A.                         | Guillaume II, Kaiser allemand ∞ Augusta-Victoria, Pcesse de S.H.S.A.                         |                                                                                              |                                                                                              |  |  |                                                                               |                                                                               |                                                                               |                                                                               |                                                                               |                                                                               |  |  |  |  |  |  |  |  |  |  |  |  |  |  |  |  |  |  |  |  |  |  |  |  |  |  |  |  |  |  |  |  |  |  |  |  |  |  |  |  |  |  |  |  |  |  |  |  |  |  |  |  |  |  |  |  |  |  |  |  |  |  |  |  |  |  |  |  |  |  |  |  |  |  |
|  |  |                                                                |                                                                |                                                                |                                                                |                                                                |                                                                |  |  |                                                              |                                                              |                                                              |                                                              |                                                              |                                                              | Georges Ier, Roi des Hellènes ∞ Olga, Gde-Dsse de Russie | Georges Ier, Roi des Hellènes ∞ Olga, Gde-Dsse de Russie | Georges Ier, Roi des Hellènes ∞ Olga, Gde-Dsse de Russie   | Georges Ier, Roi des Hellènes ∞ Olga, Gde-Dsse de Russie   | Georges Ier, Roi des Hellènes ∞ Olga, Gde-Dsse de Russie   | Georges Ier, Roi des Hellènes ∞ Olga, Gde-Dsse de Russie   |                                                            |                                                            |  |  |                                                             |                                                             |                                                             |                                                             |                                                             |                                                             |  |  |                                                      |                                                      |                                                      |                                                      |                                                      |                                                      |  |  |                                                          |                                                          |                                                          |                                                          |                                                          |                                                          |  |  |                                                                  |                                                                  |                                                                  |                                                                  |                                                                      |                                                                      |                                                                      |                                                                      |                                                                      |                                                                      |                                                                      |                                                                      |                                                                      |                                                                      | Guillaume II, Kaiser allemand ∞ Augusta-Victoria, Pcesse de S.H.S.A. | Guillaume II, Kaiser allemand ∞ Augusta-Victoria, Pcesse de S.H.S.A. | Guillaume II, Kaiser allemand ∞ Augusta-Victoria, Pcesse de S.H.S.A.                         | Guillaume II, Kaiser allemand ∞ Augusta-Victoria, Pcesse de S.H.S.A.                         | Guillaume II, Kaiser allemand ∞ Augusta-Victoria, Pcesse de S.H.S.A.                         | Guillaume II, Kaiser allemand ∞ Augusta-Victoria, Pcesse de S.H.S.A.                         |                                                                                              |                                                                                              |  |  |                                                                               |                                                                               |                                                                               |                                                                               |                                                                               |                                                                               |  |  |  |  |  |  |  |  |  |  |  |  |  |  |  |  |  |  |  |  |  |  |  |  |  |  |  |  |  |  |  |  |  |  |  |  |  |  |  |  |  |  |  |  |  |  |  |  |  |  |  |  |  |  |  |  |  |  |  |  |  |  |  |  |  |  |  |  |  |  |  |  |  |  |
|  |  |                                                                |                                                                |                                                                |                                                                |                                                                |                                                                |  |  |                                                              |                                                              |                                                              |                                                              |                                                              |                                                              |                                                          |                                                          |                                                            |                                                            |                                                            |                                                            |                                                            |                                                            |  |  |                                                             |                                                             |                                                             |                                                             |                                                             |                                                             |  |  |                                                      |                                                      |                                                      |                                                      |                                                      |                                                      |  |  |                                                          |                                                          |                                                          |                                                          |                                                          |                                                          |  |  |                                                                  |                                                                  |                                                                  |                                                                  |                                                                      |                                                                      |                                                                      |                                                                      |                                                                      |                                                                      |                                                                      |                                                                      |                                                                      |                                                                      |                                                                      |                                                                      |                                                                                              |                                                                                              |                                                                                              |                                                                                              |                                                                                              |                                                                                              |  |  |                                                                               |                                                                               |                                                                               |                                                                               |                                                                               |                                                                               |  |  |  |  |  |  |  |  |  |  |  |  |  |  |  |  |  |  |  |  |  |  |  |  |  |  |  |  |  |  |  |  |  |  |  |  |  |  |  |  |  |  |  |  |  |  |  |  |  |  |  |  |  |  |  |  |  |  |  |  |  |  |  |  |  |  |  |  |  |  |  |  |  |  |
|  |  | André, Pce de Grèce ∞ Alice, Pcesse de Battenberg              | André, Pce de Grèce ∞ Alice, Pcesse de Battenberg              | André, Pce de Grèce ∞ Alice, Pcesse de Battenberg              | André, Pce de Grèce ∞ Alice, Pcesse de Battenberg              | André, Pce de Grèce ∞ Alice, Pcesse de Battenberg              | André, Pce de Grèce ∞ Alice, Pcesse de Battenberg              |  |  |                                                              |                                                              |                                                              |                                                              |                                                              |                                                              |                                                          |                                                          |                                                            |                                                            |                                                            |                                                            |                                                            |                                                            |  |  | Constantin Ier, Roi des Hellènes ∞ Sophie, Pcesse de Prusse | Constantin Ier, Roi des Hellènes ∞ Sophie, Pcesse de Prusse | Constantin Ier, Roi des Hellènes ∞ Sophie, Pcesse de Prusse | Constantin Ier, Roi des Hellènes ∞ Sophie, Pcesse de Prusse | Constantin Ier, Roi des Hellènes ∞ Sophie, Pcesse de Prusse | Constantin Ier, Roi des Hellènes ∞ Sophie, Pcesse de Prusse |  |  |                                                      |                                                      |                                                      |                                                      |                                                      |                                                      |  |  |                                                          |                                                          |                                                          |                                                          |                                                          |                                                          |  |  |                                                                  |                                                                  |                                                                  |                                                                  | Victoria-Louise, Pcesse de Prusse ∞ Ernest-Auguste, Duc de Brunswick | Victoria-Louise, Pcesse de Prusse ∞ Ernest-Auguste, Duc de Brunswick | Victoria-Louise, Pcesse de Prusse ∞ Ernest-Auguste, Duc de Brunswick | Victoria-Louise, Pcesse de Prusse ∞ Ernest-Auguste, Duc de Brunswick | Victoria-Louise, Pcesse de Prusse ∞ Ernest-Auguste, Duc de Brunswick | Victoria-Louise, Pcesse de Prusse ∞ Ernest-Auguste, Duc de Brunswick |                                                                      |                                                                      |                                                                      |                                                                      |                                                                      |                                                                      | Guillaume, Kronprinz d'Allemagne ∞ Cécile, Pcesse de Mecklembourg-Schwerin                   | Guillaume, Kronprinz d'Allemagne ∞ Cécile, Pcesse de Mecklembourg-Schwerin                   | Guillaume, Kronprinz d'Allemagne ∞ Cécile, Pcesse de Mecklembourg-Schwerin                   | Guillaume, Kronprinz d'Allemagne ∞ Cécile, Pcesse de Mecklembourg-Schwerin                   | Guillaume, Kronprinz d'Allemagne ∞ Cécile, Pcesse de Mecklembourg-Schwerin                   | Guillaume, Kronprinz d'Allemagne ∞ Cécile, Pcesse de Mecklembourg-Schwerin                   |  |  | Joachim, Pce de Prusse et d'Allemagne ∞ Marie-Auguste, Pcesse d'Anhalt        | Joachim, Pce de Prusse et d'Allemagne ∞ Marie-Auguste, Pcesse d'Anhalt        | Joachim, Pce de Prusse et d'Allemagne ∞ Marie-Auguste, Pcesse d'Anhalt        | Joachim, Pce de Prusse et d'Allemagne ∞ Marie-Auguste, Pcesse d'Anhalt        | Joachim, Pce de Prusse et d'Allemagne ∞ Marie-Auguste, Pcesse d'Anhalt        | Joachim, Pce de Prusse et d'Allemagne ∞ Marie-Auguste, Pcesse d'Anhalt        |  |  |  |  |  |  |  |  |  |  |  |  |  |  |  |  |  |  |  |  |  |  |  |  |  |  |  |  |  |  |  |  |  |  |  |  |  |  |  |  |  |  |  |  |  |  |  |  |  |  |  |  |  |  |  |  |  |  |  |  |  |  |  |  |  |  |  |  |  |  |  |  |  |  |
|  |  | André, Pce de Grèce ∞ Alice, Pcesse de Battenberg              | André, Pce de Grèce ∞ Alice, Pcesse de Battenberg              | André, Pce de Grèce ∞ Alice, Pcesse de Battenberg              | André, Pce de Grèce ∞ Alice, Pcesse de Battenberg              | André, Pce de Grèce ∞ Alice, Pcesse de Battenberg              | André, Pce de Grèce ∞ Alice, Pcesse de Battenberg              |  |  |                                                              |                                                              |                                                              |                                                              |                                                              |                                                              |                                                          |                                                          |                                                            |                                                            |                                                            |                                                            |                                                            |                                                            |  |  | Constantin Ier, Roi des Hellènes ∞ Sophie, Pcesse de Prusse | Constantin Ier, Roi des Hellènes ∞ Sophie, Pcesse de Prusse | Constantin Ier, Roi des Hellènes ∞ Sophie, Pcesse de Prusse | Constantin Ier, Roi des Hellènes ∞ Sophie, Pcesse de Prusse | Constantin Ier, Roi des Hellènes ∞ Sophie, Pcesse de Prusse | Constantin Ier, Roi des Hellènes ∞ Sophie, Pcesse de Prusse |  |  |                                                      |                                                      |                                                      |                                                      |                                                      |                                                      |  |  |                                                          |                                                          |                                                          |                                                          |                                                          |                                                          |  |  |                                                                  |                                                                  |                                                                  |                                                                  | Victoria-Louise, Pcesse de Prusse ∞ Ernest-Auguste, Duc de Brunswick | Victoria-Louise, Pcesse de Prusse ∞ Ernest-Auguste, Duc de Brunswick | Victoria-Louise, Pcesse de Prusse ∞ Ernest-Auguste, Duc de Brunswick | Victoria-Louise, Pcesse de Prusse ∞ Ernest-Auguste, Duc de Brunswick | Victoria-Louise, Pcesse de Prusse ∞ Ernest-Auguste, Duc de Brunswick | Victoria-Louise, Pcesse de Prusse ∞ Ernest-Auguste, Duc de Brunswick |                                                                      |                                                                      |                                                                      |                                                                      |                                                                      |                                                                      | Guillaume, Kronprinz d'Allemagne ∞ Cécile, Pcesse de Mecklembourg-Schwerin                   | Guillaume, Kronprinz d'Allemagne ∞ Cécile, Pcesse de Mecklembourg-Schwerin                   | Guillaume, Kronprinz d'Allemagne ∞ Cécile, Pcesse de Mecklembourg-Schwerin                   | Guillaume, Kronprinz d'Allemagne ∞ Cécile, Pcesse de Mecklembourg-Schwerin                   | Guillaume, Kronprinz d'Allemagne ∞ Cécile, Pcesse de Mecklembourg-Schwerin                   | Guillaume, Kronprinz d'Allemagne ∞ Cécile, Pcesse de Mecklembourg-Schwerin                   |  |  | Joachim, Pce de Prusse et d'Allemagne ∞ Marie-Auguste, Pcesse d'Anhalt        | Joachim, Pce de Prusse et d'Allemagne ∞ Marie-Auguste, Pcesse d'Anhalt        | Joachim, Pce de Prusse et d'Allemagne ∞ Marie-Auguste, Pcesse d'Anhalt        | Joachim, Pce de Prusse et d'Allemagne ∞ Marie-Auguste, Pcesse d'Anhalt        | Joachim, Pce de Prusse et d'Allemagne ∞ Marie-Auguste, Pcesse d'Anhalt        | Joachim, Pce de Prusse et d'Allemagne ∞ Marie-Auguste, Pcesse d'Anhalt        |  |  |  |  |  |  |  |  |  |  |  |  |  |  |  |  |  |  |  |  |  |  |  |  |  |  |  |  |  |  |  |  |  |  |  |  |  |  |  |  |  |  |  |  |  |  |  |  |  |  |  |  |  |  |  |  |  |  |  |  |  |  |  |  |  |  |  |  |  |  |  |  |  |  |
|  |  |                                                                |                                                                |                                                                |                                                                |                                                                |                                                                |  |  |                                                              |                                                              |                                                              |                                                              |                                                              |                                                              |                                                          |                                                          |                                                            |                                                            |                                                            |                                                            |                                                            |                                                            |  |  |                                                             |                                                             |                                                             |                                                             |                                                             |                                                             |  |  |                                                      |                                                      |                                                      |                                                      |                                                      |                                                      |  |  |                                                          |                                                          |                                                          |                                                          |                                                          |                                                          |  |  |                                                                  |                                                                  |                                                                  |                                                                  |                                                                      |                                                                      |                                                                      |                                                                      |                                                                      |                                                                      |                                                                      |                                                                      |                                                                      |                                                                      |                                                                      |                                                                      |                                                                                              |                                                                                              |                                                                                              |                                                                                              |                                                                                              |                                                                                              |  |  |                                                                               |                                                                               |                                                                               |                                                                               |                                                                               |                                                                               |  |  |  |  |  |  |  |  |  |  |  |  |  |  |  |  |  |  |  |  |  |  |  |  |  |  |  |  |  |  |  |  |  |  |  |  |  |  |  |  |  |  |  |  |  |  |  |  |  |  |  |  |  |  |  |  |  |  |  |  |  |  |  |  |  |  |  |  |  |  |  |  |  |  |
|  |  | Philippe, Duc d'Édimbourg ∞ Élisabeth II, Reine du Royaume-Uni | Philippe, Duc d'Édimbourg ∞ Élisabeth II, Reine du Royaume-Uni | Philippe, Duc d'Édimbourg ∞ Élisabeth II, Reine du Royaume-Uni | Philippe, Duc d'Édimbourg ∞ Élisabeth II, Reine du Royaume-Uni | Philippe, Duc d'Édimbourg ∞ Élisabeth II, Reine du Royaume-Uni | Philippe, Duc d'Édimbourg ∞ Élisabeth II, Reine du Royaume-Uni |  |  | Georges II, Roi des Hellènes ∞ Élisabeth, Pcesse de Roumanie | Georges II, Roi des Hellènes ∞ Élisabeth, Pcesse de Roumanie | Georges II, Roi des Hellènes ∞ Élisabeth, Pcesse de Roumanie | Georges II, Roi des Hellènes ∞ Élisabeth, Pcesse de Roumanie | Georges II, Roi des Hellènes ∞ Élisabeth, Pcesse de Roumanie | Georges II, Roi des Hellènes ∞ Élisabeth, Pcesse de Roumanie |                                                          |                                                          | Alexandre Ier, Roi des Hellènes ∞ Aspasía Mános            | Alexandre Ier, Roi des Hellènes ∞ Aspasía Mános            | Alexandre Ier, Roi des Hellènes ∞ Aspasía Mános            | Alexandre Ier, Roi des Hellènes ∞ Aspasía Mános            | Alexandre Ier, Roi des Hellènes ∞ Aspasía Mános            | Alexandre Ier, Roi des Hellènes ∞ Aspasía Mános            |  |  | Hélène, Pcesse de Grèce ∞ Carol II, Roi de Roumanie         | Hélène, Pcesse de Grèce ∞ Carol II, Roi de Roumanie         | Hélène, Pcesse de Grèce ∞ Carol II, Roi de Roumanie         | Hélène, Pcesse de Grèce ∞ Carol II, Roi de Roumanie         | Hélène, Pcesse de Grèce ∞ Carol II, Roi de Roumanie         | Hélène, Pcesse de Grèce ∞ Carol II, Roi de Roumanie         |  |  | Irène, Pcesse de Grèce ∞ Tomislav II, Roi de Croatie | Irène, Pcesse de Grèce ∞ Tomislav II, Roi de Croatie | Irène, Pcesse de Grèce ∞ Tomislav II, Roi de Croatie | Irène, Pcesse de Grèce ∞ Tomislav II, Roi de Croatie | Irène, Pcesse de Grèce ∞ Tomislav II, Roi de Croatie | Irène, Pcesse de Grèce ∞ Tomislav II, Roi de Croatie |  |  | Paul Ier, Roi des Hellènes                               | Paul Ier, Roi des Hellènes                               | Paul Ier, Roi des Hellènes                               | Paul Ier, Roi des Hellènes                               | Paul Ier, Roi des Hellènes                               | Paul Ier, Roi des Hellènes                               |  |  | Frederika, Pcesse de Hanovre                                     | Frederika, Pcesse de Hanovre                                     | Frederika, Pcesse de Hanovre                                     | Frederika, Pcesse de Hanovre                                     | Frederika, Pcesse de Hanovre                                         | Frederika, Pcesse de Hanovre                                         |                                                                      |                                                                      | Ernest-Auguste, Pce héritier de Hanovre ∞ Ortrude, Pcesse de S.H.S.G | Ernest-Auguste, Pce héritier de Hanovre ∞ Ortrude, Pcesse de S.H.S.G | Ernest-Auguste, Pce héritier de Hanovre ∞ Ortrude, Pcesse de S.H.S.G | Ernest-Auguste, Pce héritier de Hanovre ∞ Ortrude, Pcesse de S.H.S.G | Ernest-Auguste, Pce héritier de Hanovre ∞ Ortrude, Pcesse de S.H.S.G | Ernest-Auguste, Pce héritier de Hanovre ∞ Ortrude, Pcesse de S.H.S.G |                                                                      |                                                                      | Louis-Ferdinand, Pce de Prusse et d'Allemagne ∞ Kira, Gde-Dsse de Russie                     | Louis-Ferdinand, Pce de Prusse et d'Allemagne ∞ Kira, Gde-Dsse de Russie                     | Louis-Ferdinand, Pce de Prusse et d'Allemagne ∞ Kira, Gde-Dsse de Russie                     | Louis-Ferdinand, Pce de Prusse et d'Allemagne ∞ Kira, Gde-Dsse de Russie                     | Louis-Ferdinand, Pce de Prusse et d'Allemagne ∞ Kira, Gde-Dsse de Russie                     | Louis-Ferdinand, Pce de Prusse et d'Allemagne ∞ Kira, Gde-Dsse de Russie                     |  |  | Charles-François (en), Pce de Prusse ∞ Henriette, Pcesse de Schönaich-Carolat | Charles-François (en), Pce de Prusse ∞ Henriette, Pcesse de Schönaich-Carolat | Charles-François (en), Pce de Prusse ∞ Henriette, Pcesse de Schönaich-Carolat | Charles-François (en), Pce de Prusse ∞ Henriette, Pcesse de Schönaich-Carolat | Charles-François (en), Pce de Prusse ∞ Henriette, Pcesse de Schönaich-Carolat | Charles-François (en), Pce de Prusse ∞ Henriette, Pcesse de Schönaich-Carolat |  |  |  |  |  |  |  |  |  |  |  |  |  |  |  |  |  |  |  |  |  |  |  |  |  |  |  |  |  |  |  |  |  |  |  |  |  |  |  |  |  |  |  |  |  |  |  |  |  |  |  |  |  |  |  |  |  |  |  |  |  |  |  |  |  |  |  |  |  |  |  |  |  |  |
|  |  | Philippe, Duc d'Édimbourg ∞ Élisabeth II, Reine du Royaume-Uni | Philippe, Duc d'Édimbourg ∞ Élisabeth II, Reine du Royaume-Uni | Philippe, Duc d'Édimbourg ∞ Élisabeth II, Reine du Royaume-Uni | Philippe, Duc d'Édimbourg ∞ Élisabeth II, Reine du Royaume-Uni | Philippe, Duc d'Édimbourg ∞ Élisabeth II, Reine du Royaume-Uni | Philippe, Duc d'Édimbourg ∞ Élisabeth II, Reine du Royaume-Uni |  |  | Georges II, Roi des Hellènes ∞ Élisabeth, Pcesse de Roumanie | Georges II, Roi des Hellènes ∞ Élisabeth, Pcesse de Roumanie | Georges II, Roi des Hellènes ∞ Élisabeth, Pcesse de Roumanie | Georges II, Roi des Hellènes ∞ Élisabeth, Pcesse de Roumanie | Georges II, Roi des Hellènes ∞ Élisabeth, Pcesse de Roumanie | Georges II, Roi des Hellènes ∞ Élisabeth, Pcesse de Roumanie |                                                          |                                                          | Alexandre Ier, Roi des Hellènes ∞ Aspasía Mános            | Alexandre Ier, Roi des Hellènes ∞ Aspasía Mános            | Alexandre Ier, Roi des Hellènes ∞ Aspasía Mános            | Alexandre Ier, Roi des Hellènes ∞ Aspasía Mános            | Alexandre Ier, Roi des Hellènes ∞ Aspasía Mános            | Alexandre Ier, Roi des Hellènes ∞ Aspasía Mános            |  |  | Hélène, Pcesse de Grèce ∞ Carol II, Roi de Roumanie         | Hélène, Pcesse de Grèce ∞ Carol II, Roi de Roumanie         | Hélène, Pcesse de Grèce ∞ Carol II, Roi de Roumanie         | Hélène, Pcesse de Grèce ∞ Carol II, Roi de Roumanie         | Hélène, Pcesse de Grèce ∞ Carol II, Roi de Roumanie         | Hélène, Pcesse de Grèce ∞ Carol II, Roi de Roumanie         |  |  | Irène, Pcesse de Grèce ∞ Tomislav II, Roi de Croatie | Irène, Pcesse de Grèce ∞ Tomislav II, Roi de Croatie | Irène, Pcesse de Grèce ∞ Tomislav II, Roi de Croatie | Irène, Pcesse de Grèce ∞ Tomislav II, Roi de Croatie | Irène, Pcesse de Grèce ∞ Tomislav II, Roi de Croatie | Irène, Pcesse de Grèce ∞ Tomislav II, Roi de Croatie |  |  | Paul Ier, Roi des Hellènes                               | Paul Ier, Roi des Hellènes                               | Paul Ier, Roi des Hellènes                               | Paul Ier, Roi des Hellènes                               | Paul Ier, Roi des Hellènes                               | Paul Ier, Roi des Hellènes                               |  |  | Frederika, Pcesse de Hanovre                                     | Frederika, Pcesse de Hanovre                                     | Frederika, Pcesse de Hanovre                                     | Frederika, Pcesse de Hanovre                                     | Frederika, Pcesse de Hanovre                                         | Frederika, Pcesse de Hanovre                                         |                                                                      |                                                                      | Ernest-Auguste, Pce héritier de Hanovre ∞ Ortrude, Pcesse de S.H.S.G | Ernest-Auguste, Pce héritier de Hanovre ∞ Ortrude, Pcesse de S.H.S.G | Ernest-Auguste, Pce héritier de Hanovre ∞ Ortrude, Pcesse de S.H.S.G | Ernest-Auguste, Pce héritier de Hanovre ∞ Ortrude, Pcesse de S.H.S.G | Ernest-Auguste, Pce héritier de Hanovre ∞ Ortrude, Pcesse de S.H.S.G | Ernest-Auguste, Pce héritier de Hanovre ∞ Ortrude, Pcesse de S.H.S.G |                                                                      |                                                                      | Louis-Ferdinand, Pce de Prusse et d'Allemagne ∞ Kira, Gde-Dsse de Russie                     | Louis-Ferdinand, Pce de Prusse et d'Allemagne ∞ Kira, Gde-Dsse de Russie                     | Louis-Ferdinand, Pce de Prusse et d'Allemagne ∞ Kira, Gde-Dsse de Russie                     | Louis-Ferdinand, Pce de Prusse et d'Allemagne ∞ Kira, Gde-Dsse de Russie                     | Louis-Ferdinand, Pce de Prusse et d'Allemagne ∞ Kira, Gde-Dsse de Russie                     | Louis-Ferdinand, Pce de Prusse et d'Allemagne ∞ Kira, Gde-Dsse de Russie                     |  |  | Charles-François (en), Pce de Prusse ∞ Henriette, Pcesse de Schönaich-Carolat | Charles-François (en), Pce de Prusse ∞ Henriette, Pcesse de Schönaich-Carolat | Charles-François (en), Pce de Prusse ∞ Henriette, Pcesse de Schönaich-Carolat | Charles-François (en), Pce de Prusse ∞ Henriette, Pcesse de Schönaich-Carolat | Charles-François (en), Pce de Prusse ∞ Henriette, Pcesse de Schönaich-Carolat | Charles-François (en), Pce de Prusse ∞ Henriette, Pcesse de Schönaich-Carolat |  |  |  |  |  |  |  |  |  |  |  |  |  |  |  |  |  |  |  |  |  |  |  |  |  |  |  |  |  |  |  |  |  |  |  |  |  |  |  |  |  |  |  |  |  |  |  |  |  |  |  |  |  |  |  |  |  |  |  |  |  |  |  |  |  |  |  |  |  |  |  |  |  |  |
|  |  |                                                                |                                                                |                                                                |                                                                |                                                                |                                                                |  |  |                                                              |                                                              |                                                              |                                                              |                                                              |                                                              |                                                          |                                                          |                                                            |                                                            |                                                            |                                                            |                                                            |                                                            |  |  |                                                             |                                                             |                                                             |                                                             |                                                             |                                                             |  |  |                                                      |                                                      |                                                      |                                                      |                                                      |                                                      |  |  |                                                          |                                                          |                                                          |                                                          |                                                          |                                                          |  |  |                                                                  |                                                                  |                                                                  |                                                                  |                                                                      |                                                                      |                                                                      |                                                                      |                                                                      |                                                                      |                                                                      |                                                                      |                                                                      |                                                                      |                                                                      |                                                                      |                                                                                              |                                                                                              |                                                                                              |                                                                                              |                                                                                              |                                                                                              |  |  |                                                                               |                                                                               |                                                                               |                                                                               |                                                                               |                                                                               |  |  |  |  |  |  |  |  |  |  |  |  |  |  |  |  |  |  |  |  |  |  |  |  |  |  |  |  |  |  |  |  |  |  |  |  |  |  |  |  |  |  |  |  |  |  |  |  |  |  |  |  |  |  |  |  |  |  |  |  |  |  |  |  |  |  |  |  |  |  |  |  |  |  |
|  |  |                                                                |                                                                |                                                                |                                                                |                                                                |                                                                |  |  |                                                              |                                                              |                                                              |                                                              |                                                              |                                                              |                                                          |                                                          |                                                            |                                                            |                                                            |                                                            |                                                            |                                                            |  |  |                                                             |                                                             |                                                             |                                                             |                                                             |                                                             |  |  |                                                      |                                                      |                                                      |                                                      |                                                      |                                                      |  |  |                                                          |                                                          |                                                          |                                                          |                                                          |                                                          |  |  |                                                                  |                                                                  |                                                                  |                                                                  |                                                                      |                                                                      |                                                                      |                                                                      |                                                                      |                                                                      |                                                                      |                                                                      |                                                                      |                                                                      |                                                                      |                                                                      |                                                                                              |                                                                                              |                                                                                              |                                                                                              |                                                                                              |                                                                                              |  |  |                                                                               |                                                                               |                                                                               |                                                                               |                                                                               |                                                                               |  |  |  |  |  |  |  |  |  |  |  |  |  |  |  |  |  |  |  |  |  |  |  |  |  |  |  |  |  |  |  |  |  |  |  |  |  |  |  |  |  |  |  |  |  |  |  |  |  |  |  |  |  |  |  |  |  |  |  |  |  |  |  |  |  |  |  |  |  |  |  |  |  |  |
|  |  | Charles III, Roi du Royaume-Uni ∞ Diana, Lady Spencer          | Charles III, Roi du Royaume-Uni ∞ Diana, Lady Spencer          | Charles III, Roi du Royaume-Uni ∞ Diana, Lady Spencer          | Charles III, Roi du Royaume-Uni ∞ Diana, Lady Spencer          | Charles III, Roi du Royaume-Uni ∞ Diana, Lady Spencer          | Charles III, Roi du Royaume-Uni ∞ Diana, Lady Spencer          |  |  |                                                              |                                                              |                                                              |                                                              |                                                              |                                                              |                                                          |                                                          | Alexandra, Pcesse de Grèce ∞ Pierre II, Roi de Yougoslavie | Alexandra, Pcesse de Grèce ∞ Pierre II, Roi de Yougoslavie | Alexandra, Pcesse de Grèce ∞ Pierre II, Roi de Yougoslavie | Alexandra, Pcesse de Grèce ∞ Pierre II, Roi de Yougoslavie | Alexandra, Pcesse de Grèce ∞ Pierre II, Roi de Yougoslavie | Alexandra, Pcesse de Grèce ∞ Pierre II, Roi de Yougoslavie |  |  | Michel Ier, Roi de Roumanie ∞ Anne, Pcesse de Parme         | Michel Ier, Roi de Roumanie ∞ Anne, Pcesse de Parme         | Michel Ier, Roi de Roumanie ∞ Anne, Pcesse de Parme         | Michel Ier, Roi de Roumanie ∞ Anne, Pcesse de Parme         | Michel Ier, Roi de Roumanie ∞ Anne, Pcesse de Parme         | Michel Ier, Roi de Roumanie ∞ Anne, Pcesse de Parme         |  |  | Amédée, Duc d'Aoste ∞ Claude, Pcesse d'Orléans       | Amédée, Duc d'Aoste ∞ Claude, Pcesse d'Orléans       | Amédée, Duc d'Aoste ∞ Claude, Pcesse d'Orléans       | Amédée, Duc d'Aoste ∞ Claude, Pcesse d'Orléans       | Amédée, Duc d'Aoste ∞ Claude, Pcesse d'Orléans       | Amédée, Duc d'Aoste ∞ Claude, Pcesse d'Orléans       |  |  | Sophie, Pcesse de Grèce ∞ Juan Carlos Ier, Roi d'Espagne | Sophie, Pcesse de Grèce ∞ Juan Carlos Ier, Roi d'Espagne | Sophie, Pcesse de Grèce ∞ Juan Carlos Ier, Roi d'Espagne | Sophie, Pcesse de Grèce ∞ Juan Carlos Ier, Roi d'Espagne | Sophie, Pcesse de Grèce ∞ Juan Carlos Ier, Roi d'Espagne | Sophie, Pcesse de Grèce ∞ Juan Carlos Ier, Roi d'Espagne |  |  | Constantin II, Roi des Hellènes ∞ Anne-Marie, Pcesse de Danemark | Constantin II, Roi des Hellènes ∞ Anne-Marie, Pcesse de Danemark | Constantin II, Roi des Hellènes ∞ Anne-Marie, Pcesse de Danemark | Constantin II, Roi des Hellènes ∞ Anne-Marie, Pcesse de Danemark | Constantin II, Roi des Hellènes ∞ Anne-Marie, Pcesse de Danemark     | Constantin II, Roi des Hellènes ∞ Anne-Marie, Pcesse de Danemark     |                                                                      |                                                                      | Ernest-Auguste, Pce héritier de Hanovre ∞ Caroline, Pcesse de Monaco | Ernest-Auguste, Pce héritier de Hanovre ∞ Caroline, Pcesse de Monaco | Ernest-Auguste, Pce héritier de Hanovre ∞ Caroline, Pcesse de Monaco | Ernest-Auguste, Pce héritier de Hanovre ∞ Caroline, Pcesse de Monaco | Ernest-Auguste, Pce héritier de Hanovre ∞ Caroline, Pcesse de Monaco | Ernest-Auguste, Pce héritier de Hanovre ∞ Caroline, Pcesse de Monaco |                                                                      |                                                                      | Louis-Ferdinand, Pce de Prusse et d'Allemagne ∞ Donata (es), Ctesse von Castell-Rüdenshausen | Louis-Ferdinand, Pce de Prusse et d'Allemagne ∞ Donata (es), Ctesse von Castell-Rüdenshausen | Louis-Ferdinand, Pce de Prusse et d'Allemagne ∞ Donata (es), Ctesse von Castell-Rüdenshausen | Louis-Ferdinand, Pce de Prusse et d'Allemagne ∞ Donata (es), Ctesse von Castell-Rüdenshausen | Louis-Ferdinand, Pce de Prusse et d'Allemagne ∞ Donata (es), Ctesse von Castell-Rüdenshausen | Louis-Ferdinand, Pce de Prusse et d'Allemagne ∞ Donata (es), Ctesse von Castell-Rüdenshausen |  |  | François-Guillaume, Pce de Prusse ∞ Maria, Tsarevna de Russie                 | François-Guillaume, Pce de Prusse ∞ Maria, Tsarevna de Russie                 | François-Guillaume, Pce de Prusse ∞ Maria, Tsarevna de Russie                 | François-Guillaume, Pce de Prusse ∞ Maria, Tsarevna de Russie                 | François-Guillaume, Pce de Prusse ∞ Maria, Tsarevna de Russie                 | François-Guillaume, Pce de Prusse ∞ Maria, Tsarevna de Russie                 |  |  |  |  |  |  |  |  |  |  |  |  |  |  |  |  |  |  |  |  |  |  |  |  |  |  |  |  |  |  |  |  |  |  |  |  |  |  |  |  |  |  |  |  |  |  |  |  |  |  |  |  |  |  |  |  |  |  |  |  |  |  |  |  |  |  |  |  |  |  |  |  |  |  |

### Quartiers du souverain
|  |                                                                      |  |  |  |  |  |  |  |  |  |  |  |  |  |  |  |  |  |  |
|  | 16. Frédéric-Guillaume de Schleswig-Holstein-Sonderbourg-Glücksbourg |  |  |  |  |  |  |  |  |  |  |  |  |  |  |  |  |  |  |
|  |                                                                      |  |  |  |  |  |  |  |  |  |  |  |  |  |  |  |  |  |  |
|  |                                                                      |  |  |  |  |  |  |  |  |  |  |  |  |  |  |  |  |  |  |
|  | 8. Christian IX de Danemark                                          |  |  |  |  |  |  |  |  |  |  |  |  |  |  |  |  |  |  |
|  |                                                                      |  |  |  |  |  |  |  |  |  |  |  |  |  |  |  |  |  |  |
|  |                                                                      |  |  |  |  |  |  |  |  |  |  |  |  |  |  |  |  |  |  |
|  | 17. Louise-Caroline de Hesse-Cassel                                  |  |  |  |  |  |  |  |  |  |  |  |  |  |  |  |  |  |  |
|  |                                                                      |  |  |  |  |  |  |  |  |  |  |  |  |  |  |  |  |  |  |
|  |                                                                      |  |  |  |  |  |  |  |  |  |  |  |  |  |  |  |  |  |  |
|  | 4. Georges Ier de Grèce                                              |  |  |  |  |  |  |  |  |  |  |  |  |  |  |  |  |  |  |
|  |                                                                      |  |  |  |  |  |  |  |  |  |  |  |  |  |  |  |  |  |  |
|  |                                                                      |  |  |  |  |  |  |  |  |  |  |  |  |  |  |  |  |  |  |
|  | 18. Guillaume de Hesse-Cassel-Rumpenheim                             |  |  |  |  |  |  |  |  |  |  |  |  |  |  |  |  |  |  |
|  |                                                                      |  |  |  |  |  |  |  |  |  |  |  |  |  |  |  |  |  |  |
|  |                                                                      |  |  |  |  |  |  |  |  |  |  |  |  |  |  |  |  |  |  |
|  | 9. Louise de Hesse-Cassel                                            |  |  |  |  |  |  |  |  |  |  |  |  |  |  |  |  |  |  |
|  |                                                                      |  |  |  |  |  |  |  |  |  |  |  |  |  |  |  |  |  |  |
|  |                                                                      |  |  |  |  |  |  |  |  |  |  |  |  |  |  |  |  |  |  |
|  | 19. Louise-Charlotte de Danemark                                     |  |  |  |  |  |  |  |  |  |  |  |  |  |  |  |  |  |  |
|  |                                                                      |  |  |  |  |  |  |  |  |  |  |  |  |  |  |  |  |  |  |
|  |                                                                      |  |  |  |  |  |  |  |  |  |  |  |  |  |  |  |  |  |  |
|  | 2. Constantin Ier de Grèce                                           |  |  |  |  |  |  |  |  |  |  |  |  |  |  |  |  |  |  |
|  |                                                                      |  |  |  |  |  |  |  |  |  |  |  |  |  |  |  |  |  |  |
|  |                                                                      |  |  |  |  |  |  |  |  |  |  |  |  |  |  |  |  |  |  |
|  | 20. Nicolas Ier de Russie                                            |  |  |  |  |  |  |  |  |  |  |  |  |  |  |  |  |  |  |
|  |                                                                      |  |  |  |  |  |  |  |  |  |  |  |  |  |  |  |  |  |  |
|  |                                                                      |  |  |  |  |  |  |  |  |  |  |  |  |  |  |  |  |  |  |
|  | 10. Constantin Nikolaïevitch de Russie                               |  |  |  |  |  |  |  |  |  |  |  |  |  |  |  |  |  |  |
|  |                                                                      |  |  |  |  |  |  |  |  |  |  |  |  |  |  |  |  |  |  |
|  |                                                                      |  |  |  |  |  |  |  |  |  |  |  |  |  |  |  |  |  |  |
|  | 21. Charlotte de Prusse                                              |  |  |  |  |  |  |  |  |  |  |  |  |  |  |  |  |  |  |
|  |                                                                      |  |  |  |  |  |  |  |  |  |  |  |  |  |  |  |  |  |  |
|  |                                                                      |  |  |  |  |  |  |  |  |  |  |  |  |  |  |  |  |  |  |
|  | 5. Olga Constantinovna de Russie                                     |  |  |  |  |  |  |  |  |  |  |  |  |  |  |  |  |  |  |
|  |                                                                      |  |  |  |  |  |  |  |  |  |  |  |  |  |  |  |  |  |  |
|  |                                                                      |  |  |  |  |  |  |  |  |  |  |  |  |  |  |  |  |  |  |
|  | 22. Joseph de Saxe-Altenbourg                                        |  |  |  |  |  |  |  |  |  |  |  |  |  |  |  |  |  |  |
|  |                                                                      |  |  |  |  |  |  |  |  |  |  |  |  |  |  |  |  |  |  |
|  |                                                                      |  |  |  |  |  |  |  |  |  |  |  |  |  |  |  |  |  |  |
|  | 11. Alexandra de Saxe-Altenbourg                                     |  |  |  |  |  |  |  |  |  |  |  |  |  |  |  |  |  |  |
|  |                                                                      |  |  |  |  |  |  |  |  |  |  |  |  |  |  |  |  |  |  |
|  |                                                                      |  |  |  |  |  |  |  |  |  |  |  |  |  |  |  |  |  |  |
|  | 23. Amélie de Wurtemberg                                             |  |  |  |  |  |  |  |  |  |  |  |  |  |  |  |  |  |  |
|  |                                                                      |  |  |  |  |  |  |  |  |  |  |  |  |  |  |  |  |  |  |
|  |                                                                      |  |  |  |  |  |  |  |  |  |  |  |  |  |  |  |  |  |  |
|  | 1. Paul Ier de Grèce                                                 |  |  |  |  |  |  |  |  |  |  |  |  |  |  |  |  |  |  |
|  |                                                                      |  |  |  |  |  |  |  |  |  |  |  |  |  |  |  |  |  |  |
|  |                                                                      |  |  |  |  |  |  |  |  |  |  |  |  |  |  |  |  |  |  |
|  | 24. Frédéric-Guillaume III de Prusse                                 |  |  |  |  |  |  |  |  |  |  |  |  |  |  |  |  |  |  |
|  |                                                                      |  |  |  |  |  |  |  |  |  |  |  |  |  |  |  |  |  |  |
|  |                                                                      |  |  |  |  |  |  |  |  |  |  |  |  |  |  |  |  |  |  |
|  | 12. Guillaume Ier d'Allemagne                                        |  |  |  |  |  |  |  |  |  |  |  |  |  |  |  |  |  |  |
|  |                                                                      |  |  |  |  |  |  |  |  |  |  |  |  |  |  |  |  |  |  |
|  |                                                                      |  |  |  |  |  |  |  |  |  |  |  |  |  |  |  |  |  |  |
|  | 25. Louise de Mecklembourg-Strelitz                                  |  |  |  |  |  |  |  |  |  |  |  |  |  |  |  |  |  |  |
|  |                                                                      |  |  |  |  |  |  |  |  |  |  |  |  |  |  |  |  |  |  |
|  |                                                                      |  |  |  |  |  |  |  |  |  |  |  |  |  |  |  |  |  |  |
|  | 6. Frédéric III d'Allemagne                                          |  |  |  |  |  |  |  |  |  |  |  |  |  |  |  |  |  |  |
|  |                                                                      |  |  |  |  |  |  |  |  |  |  |  |  |  |  |  |  |  |  |
|  |                                                                      |  |  |  |  |  |  |  |  |  |  |  |  |  |  |  |  |  |  |
|  | 26. Charles-Frédéric de Saxe-Weimar-Eisenach                         |  |  |  |  |  |  |  |  |  |  |  |  |  |  |  |  |  |  |
|  |                                                                      |  |  |  |  |  |  |  |  |  |  |  |  |  |  |  |  |  |  |
|  |                                                                      |  |  |  |  |  |  |  |  |  |  |  |  |  |  |  |  |  |  |
|  | 13. Augusta de Saxe-Weimar-Eisenach                                  |  |  |  |  |  |  |  |  |  |  |  |  |  |  |  |  |  |  |
|  |                                                                      |  |  |  |  |  |  |  |  |  |  |  |  |  |  |  |  |  |  |
|  |                                                                      |  |  |  |  |  |  |  |  |  |  |  |  |  |  |  |  |  |  |
|  | 27. Maria Pavlovna de Russie                                         |  |  |  |  |  |  |  |  |  |  |  |  |  |  |  |  |  |  |
|  |                                                                      |  |  |  |  |  |  |  |  |  |  |  |  |  |  |  |  |  |  |
|  |                                                                      |  |  |  |  |  |  |  |  |  |  |  |  |  |  |  |  |  |  |
|  | 3. Sophie de Prusse                                                  |  |  |  |  |  |  |  |  |  |  |  |  |  |  |  |  |  |  |
|  |                                                                      |  |  |  |  |  |  |  |  |  |  |  |  |  |  |  |  |  |  |
|  |                                                                      |  |  |  |  |  |  |  |  |  |  |  |  |  |  |  |  |  |  |
|  | 28. Ernest Ier de Saxe-Cobourg et Gotha                              |  |  |  |  |  |  |  |  |  |  |  |  |  |  |  |  |  |  |
|  |                                                                      |  |  |  |  |  |  |  |  |  |  |  |  |  |  |  |  |  |  |
|  |                                                                      |  |  |  |  |  |  |  |  |  |  |  |  |  |  |  |  |  |  |
|  | 14. Albert de Saxe-Cobourg-Gotha                                     |  |  |  |  |  |  |  |  |  |  |  |  |  |  |  |  |  |  |
|  |                                                                      |  |  |  |  |  |  |  |  |  |  |  |  |  |  |  |  |  |  |
|  |                                                                      |  |  |  |  |  |  |  |  |  |  |  |  |  |  |  |  |  |  |
|  | 29. Louise de Saxe-Gotha-Altenbourg                                  |  |  |  |  |  |  |  |  |  |  |  |  |  |  |  |  |  |  |
|  |                                                                      |  |  |  |  |  |  |  |  |  |  |  |  |  |  |  |  |  |  |
|  |                                                                      |  |  |  |  |  |  |  |  |  |  |  |  |  |  |  |  |  |  |
|  | 7. Victoria du Royaume-Uni                                           |  |  |  |  |  |  |  |  |  |  |  |  |  |  |  |  |  |  |
|  |                                                                      |  |  |  |  |  |  |  |  |  |  |  |  |  |  |  |  |  |  |
|  |                                                                      |  |  |  |  |  |  |  |  |  |  |  |  |  |  |  |  |  |  |
|  | 30. Édouard-Auguste de Kent                                          |  |  |  |  |  |  |  |  |  |  |  |  |  |  |  |  |  |  |
|  |                                                                      |  |  |  |  |  |  |  |  |  |  |  |  |  |  |  |  |  |  |
|  |                                                                      |  |  |  |  |  |  |  |  |  |  |  |  |  |  |  |  |  |  |
|  | 15. Victoria du Royaume-Uni                                          |  |  |  |  |  |  |  |  |  |  |  |  |  |  |  |  |  |  |
|  |                                                                      |  |  |  |  |  |  |  |  |  |  |  |  |  |  |  |  |  |  |
|  |                                                                      |  |  |  |  |  |  |  |  |  |  |  |  |  |  |  |  |  |  |
|  | 31. Victoire de Saxe-Cobourg-Saalfeld                                |  |  |  |  |  |  |  |  |  |  |  |  |  |  |  |  |  |  |
|  |                                                                      |  |  |  |  |  |  |  |  |  |  |  |  |  |  |  |  |  |  |
|  |                                                                      |  |  |  |  |  |  |  |  |  |  |  |  |  |  |  |  |  |  |

## Titulature et honneurs

### Titulature
- 14 décembre 1901 – 27 septembre 1922 : Son Altesse Royale le prince Paul de Grèce et de Danemark ;
- 27 septembre 1922 – 1er avril 1947 : Son Altesse Royale le diadoque de Grèce et prince de Danemark ;
- 1er avril 1947 – 6 mars 1964 : Sa Majesté le roi des Hellènes.

### Principales décorations étrangères
- Grand-croix, classe spéciale de l'ordre du Mérite (RFA, 1954) ;
- Grande étoile de l'ordre du Mérite (Autriche, 1956)[206] ;
- Chevalier de l'ordre de l'Éléphant (Danemark, 1927)[207] ;
- Chevalier de l'ordre de la Toison d'or (Bourbons d'Espagne, 1961)[208] ;
- Commandeur en chef de la Legion of Merit (États-Unis, 1953)[209] ;
- Collier de l'ordre du Sceau de Salomon (Éthiopie, 1959)[210] ;
- Grand-croix de la Légion d'honneur (France, 1956)[211] ;
- Chevalier de l'ordre suprême de la Très Sainte Annonciade (Italie, 1935)[75],[212] ;
- Chevalier grand-croix au grand cordon de l'ordre du Mérite (Italie, 1952)[213] ;
- Grand-croix de l'ordre de Saint-Charles (Monaco, 1947)[214] ;
- Grand-croix de l'ordre de Carol Ier (Roumanie)[207] ;
- Chevalier grand-croix de l'ordre royal de Victoria (Royaume-Uni, 1937)[215] ;
- Chevalier de l'ordre de la Jarretière (Royaume-Uni, 1963)[216] ;
- Chevalier de l'ordre du Rajamitrabhorn (Thaïlande, 1963)[217] ;
- Ordre de l'Étoile de Yougoslavie (Yougoslavie, 1954)[218].

### Biographie dePaulIer
- (en) Stelio Hourmouzios, No Ordinary Crown : A Biography of King Paul of the Hellenes, Londres, Weidenfeld & N, 1972 (ISBN 0297994085).

### Sur la famille royale de Grèce en général
- (en) Panagiotis Dimitrakis, Greece and the English, British Diplomacy and the Kings of Greece, Londres, Tauris Academic Studies, 2009 (ISBN 9781845118211).
- (en) Arturo B. Eéche, Michael of Greece et Helen Hemis-Markesinis, The Royal Hellenic dynasty, East Richmond Heights, Eurohistory, 2007 (ISBN 0977196151).
- (en) Alan Palmer et Michael of Greece, The Royal House of Greece, Londres, Weidenfeld Nicolson Illustrated, 1990 (ISBN 0297830600).
- (es) Ricardo Mateos Sáinz de Medrano, La Familia de la Reina Sofía, La Dinastía griega, la Casa de Hannover y los reales primos de Europa, Madrid, La Esfera de los Libros, 2004 (ISBN 84-9734-195-3).
- (en) John Van der Kiste, Kings of the Hellenes: The Greek Kings, 1863-1974, Stroud, Sutton Publishing, 1994 (ISBN 0750921471).

### Biographies des membres de la famille royale de Grèce
- Célia Bertin, Marie Bonaparte, Paris, Perrin, 1982 (ISBN 226201602X).
- (es) Eva Celada, Irene de Grecia : La princesa rebelde, Plaza & Janés, 2007 (ISBN 8401305454).
- (en) Julia Gelardi, Born to Rule: Granddaughters of Victoria, Queens of Europe, Headline Review, 2006 (ISBN 0755313925).
- (en) Lilica S. Papanicolaou, Frederica: Queen of the Hellenes : Mission of a Modern Queen, Publishers Enterprises Group, 1994 (ISBN 9990900426).
- (en) Hugo Vickers, Alice, Princess Andrew of Greece, Londres, Hamish Hamilton, 2000 (ISBN 0-241-13686-5).

### Souvenirs et mémoires princiers
- Michel de Grèce, Mémoires insolites, Paris, Xo, 2004 (ISBN 2845631863).
- (en) Queen Frederica of the Hellenes, A Measure of Understanding, MacMillan, 1971 (ISBN 0333124545).

### Histoire de la Grèce
- (en) Christopher Buckley, Greece and Crete 1941, Londres, P. Efstathiadis & Sons S.A., 1984 (ISBN 9-6022-60416).
- (en) Richard Clogg, A Short History of Modern Greece, Cambridge, University Press, 1992 (ISBN 0521328373).
- Georges Contogeorgis, Histoire de la Grèce, Hatier, 1992 (ISBN 2218038412).
- Édouard Driault et Michel Lhéritier, Histoire diplomatique de la Grèce de 1821 à nos jours, t. V, PUF, 1926 (ISBN 2-2180-38412, lire en ligne).
- Apostolos Vacalopoulos, Histoire de la Grèce moderne, Horvath, 1975 (ISBN 2-7171-0057-1).
- (en) C.M. Woodhouse, A Short History of Modern Greece, Faber and Faber, 1998 (ISBN 978-0571197941).

### Bases de données et dictionnaires
- Ressources relatives aux beaux-arts :   - British Museum
  - National Portrait Gallery
  - Te Papa Tongarewa
- Ressource relative au sport :   - Olympedia
- Notices dans des dictionnaires ou encyclopédies généralistes :   - Britannica
  - Brockhaus
  - Den Store Danske Encyklopædi
  - Deutsche Biographie
  - Enciclopedia italiana
  - Gran Enciclopèdia Catalana
  - Internetowa encyklopedia PWN
  - Nationalencyklopedin
  - Munzinger
  - Store norske leksikon
  - Treccani
- Notices d'autorité :   - VIAF
  - ISNI
  - BnF (données)
  - LCCN
  - GND
  - Pays-Bas
  - Israël
  - Vatican
  - Grèce
  - WorldCat

### Autres liens externes
- « Paul Ier en Suisse », sur Radio télévision suisse, 2007-2013 (consulté le 31 août 2013).
- (en) « King Paul Of Greece Visits Athens Dockyard 1948 », sur British Pathé (consulté le 8 mars 2022).
- (en) « King Paul Of Greece Opens Bridge (1947) », sur British Pathé (consulté le 8 mars 2022).